# نقد رهبر جمهوری اسلامی ایران
نقد رهبری جمهوری اسلامی ایران مجموعه انتقاداتی است که نسبت به بالاترین مقام نظام جمهوری اسلامی ایران، یعنی ولی مطلقهٔ فقیه و سازمان‌ها و نهادهای زیر نظرِ او مطرح می‌شوند؛ با این حال، انتقاد از عملکرد رهبری در زمان سید روح‌الله خمینی و سید علی خامنه‌ای و نیز انتقاد از نهادهای تابعه‌اش همچنان یکی از خطِ قرمزهای رسانه‌های ایران است و نزدیک شدن به این محدوده می‌تواند برای صاحبان این رسانه‌ها خطرآفرین باشد. برای نقد رهبری باید در ابتدا از وظایف و قدرت رسمی و غیررسمی این «بلندپایه‌ترین مقام رسمی» کشور، اطلاع داشت.
رهبر در جمهوری اسلامی ایران، براساس قانون اساسی، به عنوان «عالی‌ترین مقام رسمی کشور» و «ولی فقیه» بر مردم ولایت مطلق دارد. از اختیارات قانونی وی می‌توان به تدوین سیاست‌های کلیِ نظام، نظارت بر اجرای آن و همچنین نصب و عزل برخی از مسئولان بلندپایهٔ کشوری و لشکری، همچون ریاست قوه قضائیه، صدا و سیما، مجمع تشخیص مصلحت نظام، بنیاد مستضعفان و ستاد اجرایی فرمان امام و نیروهای مسلح از جمله سپاه پاسداران را نام برد؛ خود رهبر در مواجه با انتقادات انگشت‌شماری که بیشتر در دیدار با دانشجویان در بیت رهبری، انجام می‌شود، انتخاب مدیران نهادهای حساس حکومتی را به معنای نظارت بر آن‌ها ندانسته و تأکید می‌کند که خود نیز به برخی از آن‌ها همانند صدا و سیما منتقد است. وی در بیشتر مواقع، از خود سلب مسئولیت می‌کند و انتخاب رئیس‌های نهادهای گوناگون را به معنای مدیریت آن‌ها نمی‌داند و از مسئولیت‌پذیری نسبت به عملکرد زیرمجموعه‌های خود، پرهیز می‌کند. شواهد نشان می‌دهد که نهادهای زیر نظر رهبری، همگی به صورت کاملاً هماهنگ با نهاد رهبری، عمل می‌کنند و انتقاد شخص رهبر از این نهادها (همان‌طور که در دیدارهای گوناگونش گفته) بیشتر دربارهٔ عملکرد مسئولان سازمان صدا و سیما است و از نظر وی، دستگاه‌های دیگر به‌ویژه سپاه پاسداران، به درستی، عمل می‌کنند. نقد خامنه‌ای به صدا و سیما نیز در اصل و به گفتهٔ خودش به دلیل نبودن «عناصر جوان و مؤمن و پُرانگیزه و انقلابی در بدنهٔ این دستگاه‌هاست» که باعث می‌شود «رسانهٔ ملی» در برخی از مواقع، خارج از مسیر اصلی «انقلاب»، حرکت کند.
رهبر جمهوری اسلامی ایران در این انگشت‌شمار انتقاداتِ رودرروی دانشجویان در جواب به نقدهای آن‌ها، معمولاً می‌گوید که «از انتقاد استقبال می‌کنم» و از «گله‌ها و شِکوه‌های مردم» اطلاع دارم؛ با این حال، برخی منتقدان و فعالان سیاسی معتقدند که در پی ابراز این انتقادها در حضور خامنه‌ای، عملاً اتفاق خاصی نمی‌افتد و رهبر بنا ندارد که وضعیت بحرانی کشور در عرصه‌های گوناگون را بپذیرد. خامنه‌ای حتی پس از این جلسات دانشجویی در پی انتقاد سحر مهرابی به عملکرد رهبری و نظام، گفت: «آن جوانی که می‌گوید وضع خیلی بد است، من احساسش را تأیید می‌کنم؛ اما حرفش را مطلقاً نه». خامنه‌ای از مخاطبان جوان خود می‌خواهد که از وضعیت کشور، «ناامید» نباشند و «صبر و حوصله انقلابی» توأم با «مشی انقلابی» در پیش گیرند؛ انقلابی‌گری‌ای که باید «فقط در بستر نظام» باشد و بدون «زیر سؤال بردن ارزش‌ها و بنیان‌های نظام». بنابراین، رهبر جمهوری اسلامی ایران همچنان به جامعه مدنی و خواسته‌های آن بی‌توجهی نشان می‌دهد و در سوی مقابل، از بدنه اجتماعی حامی خود، همراهی انقلابی برای رویارو شدن با شرایط سخت، طلب می‌کند.
از دوران ریاست جمهوری حسن روحانی، خامنه‌ای، تقریباً به‌طور مستمر از وضعیت کشور به‌ویژه در امور اقتصادی انتقاد می‌کند. وی این انتقادات را بیشتر به دستگاه‌ها و نهادهایی می‌کند که توسط رأی مستقیم مردم به روی کار آمده‌اند. خامنه‌ای گاه تلویحاً و گاه صراحتاً مسئولان را در این خصوص، مورد نقد و سرزنش قرار می‌دهد؛ اما به گفتهٔ منتقدان، شاید مهم‌ترین عاملی که به نظر می‌رسد شخص خامنه‌ای از آن غفلت می‌کند، نقش خودش در بروز این مشکلات به‌ویژه در زمینه اقتصادی است. خامنه‌ای در دو عرصه سیاست داخلی و خارجی، روش‌هایی در پیش می‌گیرد که می‌توان گفت آثار تخریبی غیرقابل انکاری بر اقتصاد دارد. در عرصه سیاست داخلی نیز خامنه‌ای، نقش فراجناحی نداشته و بارها وارد جنگ قدرت بین جناح‌های مختلف شده و در موارد متعدد، قاطعانه به نفع محافظه‌کاران و مذهبی‌های تندرو موضع گرفته‌است. وی در موارد متعدد با رئیس‌جمهورهای وقت—که با انتخاب مستقیم مردم به قدرت رسیده‌اند—به مجادله پرداخته‌است و بر اساس شواهد موجود، اگر در برخی موارد انگشت‌شمار به پشتیبانی از رئیس‌جمهورهای وقت پرداخته، در عمل به دلیل محذوریت‌اش در بیان مواضع بوده‌است. دخالت‌های فراقانونی رهبر جمهوری اسلامی در سیاست‌های خارجی نیز همواره مورد بحث بوده‌است. اصطلاح‌هایی همانند «صدور انقلاب» یا «دیپلماسی انقلابی» مد نظر رهبر جمهوری اسلامی، توسط بسیاری از منتقدان، واژه‌هایی مبهم و متناقض تعبیر شده‌است.
صحبت‌های انگشت‌شمار رهبر جمهوری اسلامی ایران در باب مجاز بودن نقد از رهبری و نظام اکثراً در دههٔ ۱۳۹۰ شمسی، پس از عصر گسترش اینترنت همراه و آغاز دستیابی عموم مردم به اطلاعات و به وجود آمدن بحران‌های شدید داخلی و خارجی همانند: جنبش سبز، بحران موسسات مالی، اعتراضات دی ۱۳۹۶، اعتراضات آبان ۱۳۹۸ و اعتراضات ۱۴۰۱ اتفاق افتاده‌است. وی در یک سخنرانی گفت که «انتقاد مردم، فقط از دولت و مجلس و قوه قضائیه نیست» و ممکن است مردم از رهبر هم «انتقاد داشته باشند» اما این انتقاد «منافاتی با ایستادگی پای نظام ندارد». وی معتقد است مردم منتقد، اما «از اصل نظام با همه وجود دفاع می‌کنند». مرتضی کاظمیان، روزنامه‌نگار و تحلیل‌گر سیاسی، می‌گوید: «هرچند، ظاهر سخن رهبر ایران در پذیرش وجود انتقاد از شخص وی، مهم و قابل‌تأمل است؛ اما متأسفانه رفتار سیاسی خامنه‌ای در مقام شخص اول نظام، نسبت چندانی با ادعای وی برقرار نمی‌کند. چنان‌که کم نبوده‌اند فعالان سیاسی (مانند احمد زیدآبادی) که به‌خاطر نوشتن نامه سرگشاده به وی، هدف خشونت امنیتی و قضایی قرار گرفته‌اند … حصر رهبران جنبش سبز نیز با کم‌تحملی و کینه‌جویی شخصی خامنه‌ای گره خورده‌است. افزون بر اینها، اگرچه رهبری نظام از شنیدن صدای انتقادها علیه خود می‌گوید، اما نشانه‌ای از گشایش در فضای سیاسی و مطبوعاتی نشان نمی‌دهد و همچنان ایران را بی‌نیاز از توسعه سیاسی می‌داند و تنها بر اقتصاد تأکید دارد».
در بسیاری از موارد نقد از رهبر منجر به بازداشت یا محاکمه قضایی تحت عنوان «اجماع و تبانی علیه نظام یا تشویش اذهان عمومی و دروغ پراکنی و براندازی نظام» و صدور احکام سنگین قضایی شده‌است. یک نمونهٔ اخیر از این نقدها، بیانیه ۱۴ فعال سیاسی است که در خرداد ۱۳۹۸ منتشر شد و در نهایت منجر به صدور احکام طویل زندان، تبعید و ممنوعیت از هرگونه فعالیت برای برخی از امضا کنندگان شد. در تیر ۱۳۹۹، محمد موسوی خوئینی در نامه‌ای به خامنه‌ای با اشاره به مشکلات اقتصادی مردم، علت بی‌اعتمادی مردم را مدیریت در بالاترین سطح جمهوری اسلامی ایران دانست.
به‌دنبال اعتراضات آبان ۱۳۹۸ که بنا به گفتهٔ رویترز منجر به کشته‌شدن حدود ۱٫۵۰۰ نفر شد، هیئت قضات دادگاه بین‌المللی مردمی آبان، دولت به‌خصوص ۱۳ تن از سران جمهوری اسلامی از جمله خامنه‌ای را به جنایت علیه بشریت محکوم کرد. به گفته بی‌بی‌سی حکم این دادگاه لازم‌الاجرا نیست.
ایالات متحده در ژوئن ۲۰۱۹ خامنه‌ای و دفتر او را تحریم کرد. به گفتهٔ دونالد ترامپ، رئیس‌جمهور وقت ایالات متحده، خامنه‌ای و نزدیکانش «از دسترسی به منابع مالی کلیدی و پشتیبانی محروم» خواهند شد. در ژوئیهٔ ۲۰۲۱، هفده سناتور جمهوری‌خواه آمریکایی به رهبری تد کروز، سناتور ایالت تگزاس، طرحی را به مجلس سنا جهت اعمال تحریم خامنه‌ای و ابراهیم رئیسی ارائه کردند. تد کروز دربارهٔ این تحریم‌ها، خامنه‌ای را متهم به «فساد، خشونت و دزدیدن اموال ایرانیان» کرد.به گفته محمدحسن رحیمیان و احمد مروی، از مسئولان سابق بیت رهبری زندگی شخصی خامنه‌ای بیشتر با استفاده از نذورات مردمی می‌گذرد و حقوقی دریافت نمی‌کند. محمد محمدی گلپایگانی، رئیس دفتر علی خامنه‌ای نیز سطح زندگی وی را پایین‌تر از حد متوسط ایران توصیف کرده‌است. حیدر رحیم پور ازغدی و غلامعلی حداد عادل می‌گویند که وی زندگی ساده‌ای دارد و اوایل در دهه ۶۰ کل وسایل زندگی وی در حد یک وانت بوده‌است و غذایشان ساده‌تر از حالت معمول است. کریم سجادپور، مشاور بنیاد کارنگی، نیز وی را ساده زیست توصیف کرده‌است. همچنین بنا بر گزارش رویترز، این خبرگزاری هیچ سندی یافت نکرده که نشان دهد علی خامنه ای از اموالی که تحت اختیار وی در بیت رهبری قرار دارد، برای زندگی شخصی استفاده کرده باشد.برخی خبرگزاری‌ها، ادعای ساده‌زیستی خامنه‌ای را رد کرده و دارایی امپراتوری مالی وی را «۲۰۰ میلیارد دلار» می‌دانند. در ۱۱ نوامبر ۲۰۱۳ خبرگزاری رویترز، پس از تحقیقات شش‌ماهه خود گزارش داد که علی خامنه‌ای، ۹۵ میلیارد دلار را در کنترل و مدیریت خود دارد. اصلی‌ترین کانون این دارایی «ستاد اجرایی فرمان امام» است. این کانون اقتصادی تقریباً بخش‌های اصلی اقتصاد ایران از صنایع نفت تا بازار پول و ارتباطات و… را در دست دارد. این ستاد سرمایه اولیه‌اش را از طریق ضبط و مصادرهٔ اموال مردم عادی ایران، از اعضای اقلیت‌های دینی گرفته تا تجار و ایرانیان خارج از کشور، تشکیل داده‌است. به گفته بهزاد نبوی، چهار نهاد «ستاد اجرایی فرمان امام»، «قرارگاه خاتم‌الانبیاء»، «آستان قدس رضوی» و «بنیاد مستضعفان» ۶۰ درصد از ثروت ایران را به خود اختصاص داده و در اختیار دارند. این چهار نهاد وابسته به دفتر رهبر جمهوری اسلامی است. سید پرویز فتاح، رئیس بنیاد مستضعفان، در روز دوشنبه ۶ مرداد ۱۳۹۹ در یک نشست خبری اعلام کرد که این بنیاد در سال ۱۳۹۸، ۳۶ هزار میلیارد تومان درآمد و ۷ هزار میلیارد تومان سود از گردش مالی این بنیاد داشته‌است. توکلی در گفتگویی با روزنامه اعتماد در مرداد ۹۹ با اشاره به ۳۶ هزار میلیارد تومان گردش مالی بنیاد مستضعفان در سال، گفت، برای به اجرا درآمدن طرح شفافیت مالی کشور باید از دفتر علی خامنه‌ای شروع شود، در حالی که این دفتر مانع‌تراشی کرده و نمی‌گذارد این طرح پیش رود. به گفته صدای آمریکا به نقل از رویترز، خرید سهام یکی از بزرگ‌ترین بانک‌های ایران در سال ۲۰۰۷ میلادی، و خرید سهام بزرگ‌ترین شرکت مخابراتی کشور در سال ۲۰۰۹ میلادی، یکی از اقدامات خامنه‌ای بود که توسط ستاد اجرایی فرمان امام اجرا شد و در نتیجه این ستاد به‌عنوان یکی از صندوق‌های بزرگ سرمایه‌گذاری خصوصی جهان در سال ۲۰۱۰ درآمد.در حالی که خامنه‌ای و سپاه پاسداران دارای امپراتوری ثروت هستند در دوران حکومت جمهوری اسلامی پدیده‌هایی به اسم «قبر خوابی و پشت‌بام خوابی» «شکار حیوانات وحشی» «افزایش حاشیه‌نشینی»، «کوره‌نشینی» «افزایش کلیه‌فروشی» «افزایش فحشا» «گربه‌خواری» «هم‌خانگی خانواده‌ها» «افزایش کودکان کار» و «اجاره دادن کودکان کار» «زباله‌گردی کودکان» به وجود آمده است.

## نقش در سرکوباعتراضات آبان ۱۳۹۸
ناظران می‌گویند آمار بالای کشتار این اعتراضات پس از سخنرانی علی خامنه‌ای، رهبر جمهوری اسلامی در روز ۲۶ آبان و فرمانش برای سرکوب خشن و شدید تجمعات اتفاق افتاد.او معترضان را اشرار، ضد انقلاب و دشمن خواند و از تصمیم «شورای‌ عالی هماهنگی اقتصادی قوای سه‌گانه» برای افزایش قیمت بنزین حمایت کرد.به دنبال صدور فرمان کشتار از سوی خامنه‌ای، در دومین روز از آغاز اعتراضات سراسری اینترنت شهرهای ایران به مدت یک هفته قطع شد و سرکوب شدت گرفت

## کشتار کوی دانشگاه
وقتی حادثه کوی دانشگاه در ۱۸ تیرماه ۱۳۷۸ رخ داد، حکومت هنوز در تب و تاب و پس لرزهای قتل‌های زنجیره ای بود. وزارت اطلاعات ایران در ۱۵ دی ماه سال ۷۷ در بیانیه‌ای پذیرفته بود که نیروهای خودسر این وزارتخانه، داریوش و پروانه فروهر، محمد مختاری و محمدجعفر پوینده را در آذر همان سال کشته‌اند اما خامنه‌ای در نماز جمعه دی ماه آن سال قتل‌ها را به خارجی‌ها نسبت داد و گفت «من نمی‌توانم باور و قبول کنم که این قتل‌هایی که اتفاق افتاد، بدون یک سناریوی خارجی باشد؛ چنین چیزی ممکن نیست».
فضای رسانه‌های دوم خردادی برای ما‌ه‌ها در حال و هوای قتل‌های زنجیره‌ای بود و گهگاه پرونده قتل افراد دیگری مطرح می‌شد تا به تابستان داغ ۷۸ رسید. کمیسیون فرهنگی مجلس پنجم ، طرحی را به عنوان «اصلاحیه قانون مطبوعات» در چهار بند به تصویب رساند، طرحی که از وزارت اطلاعات آب می‌خورد و روزنامه سلام با انتشار نامه محرمانه سعید امامی از مقام‌های ارشد امنیتی به وزیر اطلاعات، این موضوع را علنی کرد.
به دنبال توقیف روزنامه سلام برای پنج روز خیابان‌های تهران، بخصوص کارگر شمالی، انقلاب و حوالی دانشگاه تهران صحنه درگیری بود و غائله با کمک نیروهای انتظامی، سپاه پاسداران، بسیج و افرادی معروف به «لباس شخصی‌ها» جمع شد، کسانی که وابستگی رسمی یا غیررسمی با ارگان‌های امنیتی داشتند.
روز ۲۳ تیرماه هم حکومت طرفدارانش را به خیابان‌ها آورد و قدرت‌نمایی کرد. رهبر حکومت اسلامی دو هفته بعد در نماز جمعه گفت: «در طول این یک سال...قضایایی اتفاق افتاد که یک انسان هوشمند و اهل فکر وقتی به این قضایا می‌نگرد، باور نمی‌کند که این قضایا با هم بی‌ارتباط باشد.» او طرفدارانش را به صبر و سکوت دعوت کرد و گفت: «اگر عکس مرا هم آتش زدند و یا پاره کردند، باید سکوت کنید» و حادثه را به "توطئه‌چینی" و "امنیت کشور" ربط داد. تجربه سال‌های اخیر نشان داده است که وقتی پای دشمن، وابستگی به خارج و امنیت ملی به حادثه‌ای باز می‌شود برای حکومت‌های سلطه طلب هر اقدامی در آن چارچوب قابل توجیه می‌شود.
حادثه کوی دانشگاه محدود به تهران و چند دانشگاه در شهرستان‌ها بود. آماری از کشته یا کشته شدگان اعلام نشد، اما براساس گزارش‌های غیر رسمی دستکم هفت نفر نفر کشته شد و شماری بازداشت و زندانی شدند. دادگاهی که برای عاملان حمله به دانشجویان تشکیل شد حدود دو سال طول کشید و متهمان تبرئه شدند به جز سربازی که جرمش دزدیدن ریش‌تراش از کمد دانشجویی بود. هنوز با گذشت بیست سال ابعاد این حادثه روشن نیست.

## مقدمه‌ای دربارهٔ رهبری در جمهوری اسلامی

در این تصویر نحوهٔ انتخابات و انتصابات نهادهای مختلف کشور آمده‌است.

چهار دهه از ایجاد نظام جمهوری اسلامی و به وجود آمدن مقام رهبری به عنوان «عالی‌ترین مقام رسمی کشور» می‌گذرد و به ترتیب سید روح‌الله خمینی (۱۳۵۸ تا ۱۳۶۸) و سید علی خامنه‌ای (۱۳۶۸ تاکنون) به این مقام رسیدند. رهبر که «ولایت مطلق» دارد، سیاست‌های کلیِ نظام و نظارت بر اجرای آن را بر عهده دارد و از جمله وظیفه‌های او گماشتن برخی سمت‌های اساسی کشوری و لشکری است. وی با رأی دوسِوم (۲/۳) نمایندگان مجلس خبرگان رهبری به‌مدت نامحدود برگزیده می‌شود؛ اما بر اساس اصل ۱۱۱ این قانون، درصورتی‌که رهبر از انجام وظایف خود ناتوان شود یا یکی از ویژگی‌های رهبری را از دست دهد، مجلس خبرگان رهبری می‌تواند وی را از مقامش برکنار یا خلع کند. در اصل ۵ قانون اساسی ایران که در سال ۶۸ بازنگری شد آمده‌است:
در زمان غیبت حجت بن الحسن در جمهوری اسلامی ایران «ولایت امر و امامت امت» بر عهده فقیه عادل و باتقوی، آگاه به زمان، شجاع، مدیر و مدبر است.
و در اصل ۵۷ نیز:
قوه مقننه، قوه مجریه و قوه قضائیه که زیر نظر «ولایت مطلقه امر و امامت امت» اداره می‌گردند. این قوا مستقل از یکدیگرند.
در مراوده‌های رسمی یا دولتی از این سمت اغلب با عنوان «رهبر معظم انقلاب اسلامی»، «مقام معظم رهبری»، «ولی امر مسلمین جهان»، «حضرت آیت‌الله‌العظمی»، «مقام عظمای ولایت» و «معظم‌له» یاد می‌شود. در مراوده‌های غیررسمی، علاوه بر صفات ذکرشده، از «آقا» و «امام» نیز برای نام بردن از رهبری استفاده می‌شود.
به عقیدهٔ فعالانِ سیاسیِ مختلف، نقد رهبری از همین ابتدا آغاز می‌شود. تغییرات قانون اساسی در سال ۱۳۶۸
و افزایش اختیارات رهبری و افزودن واژه «مطلقه» به عبارت «ولایت فقیه»، و همین‌طور افزایش اختیارات شورای نگهبان (که در عمل زیر نظر رهبری است) در نظارت بر انتخابات مجلس خبرگان رهبری؛ باعث قدرت بسیار بالا و در نتیجه عدم پاسخ‌گویی مقام رهبری و سازمان‌های زیر نظر او شده‌است.
به نظر آن‌ها، قانون اساسی جمهوری اسلامی برخی ایرادهای ساختاری دارد که مانع اجرای بی‌کم و کاست همه اصول آن می‌شود. برای مثال مطابق اصل ۹۸ قانون اساسی، شورای نگهبان که فقهای آن منصوب رهبری هستند، تنها مرجع تفسیر اصول قانون اساسی است. بر اساس همین اصل، این شورا نظارت خود بر انتخابات ریاست جمهوری، مجلس خبرگان رهبری و مجلس شورای اسلامی را «استصوابی»
تفسیر کرده و بر مبنای آن تأیید یا رد صلاحیت داوطلبان نامزدی در انتخابات را جزو اختیارات خود می‌داند.
تعیین صلاحیت نامزدهای مجلس خبرگان توسط شورای نگهبان از این منظر نقد می‌شود که شورای نگهبان در عمل نهادی زیر نظر رهبر است و سید علی خامنه‌ای شش عضو از ۱۲ عضو این شورا را مستقیماً انتخاب می‌کند و ۶ عضو دیگر را رئیس قوه قضاییه (که خود توسط رهبر انتخاب می‌شود) انتخاب می‌کند و برای اخذ رای اعتماد به مجلس شورای اسلامی معرفی می‌کند.
این تفسیرِ شورای نگهبان که اصلاح‌طلبان و بخشی از محافظه‌کارانِ میانه‌رو با آن مخالفت می‌کنند از سویی مبنایی قانونی دارد، و از سوی دیگر ناقض برخی دیگر از اصول قانون اساسی از جمله اصل ۳۷
است.
بنابراین درخواست‌هایی مانند کنار گذاشتن نظارت استصوابی و برگزاری انتخابات آزاد و ملی، مستلزم تغییر قانون اساسی کنونی است. اما مطابق اصل ۱۷۷، بازنگری و اصلاح قانون اساسی با حکم رهبر جمهوری اسلامی به شورایی ۷۳ نفره واگذار می‌شود که ۴۱ نفر آنها منصوبان مستقیم خود او هستند.

## القاب و عنوان‌ها
«ولی امر مسلمین جهان؛ این لقب، لقلقهٔ زبان مجریان، گزارشگران و خبرخوانان صدا و سیما است. خامنه‌ای هیچگاه ولی امر مسلمین جهان نبوده و نخواهد بود. در دنیایی که تنها حدود ده تا پانزده درصد مسلمانان، شیعه هستند و در میان شیعیان نیز باورمندان (تنها درصدی از کسانی که در خانواده‌های شیعه به دنیا می‌آیند) از ده‌ها مرجع، تبعیت مذهبی (و نه ضرورتاً سیاسی) دارند رهبر سیاسی جمهوری اسلامی - که در داخل کشور اقلیتی وی را رهبر مذهبی و سیاسی خود می‌دانند - نمی‌تواند رهبر مسلمانان جهان باشد؛ این عنوان در میان عناوین به‌کارگرفته‌شده برای وی از همه مهجورتر و در عین حال، گزافه‌گویانه‌تر و طنزآلودتر است».

مجید محمدی، جامعه‌شناس و نویسنده
در اکثر مواقع برای نام بردن از سید روح‌الله خمینی از عناوینی همچون «امام» استفاده می‌شد. لقب «امام» برای خمینی، اولین بار در سال ۱۳۴۲ توسط محمدرضا حکیمی در کتاب «سرود جهش‌ها» به وی نسبت داده شد:
«... در این روز و روزگار، دیگر این نشان تشیع را بر کسی ندیدیم و این سخن عزیز شیعی «انتم علی احدی الحسنین» را از کسی نشنیدیم، مگر از پیشوای شیعی اندیش معاصر و یادگار پیشینه‌های شیعه، امام خمینی…»
این لقب اما در بین عموم مردم استفاده نمی‌شد تا در ۱۳۵۶، حسن روحانی در یک سخنرانی این چنین گفت:
«...ابراهیم خلیل وقتی از همه آزمایش‌ها سربلند بیرون آمد، به جایی رسید که خداوند دربارهٔ او فرمود: «انی جاعلک للناس اماما». من تو را به امامت مردم برگزیدم، بنابراین من هم برای رهبر عزیز انقلاب لقب «امام» را پیشنهاد می‌کنم و می‌گویم «امام‌خمینی». پس از این سخنرانی استفاده از لقب «امام» برای خمینی در بین عموم رواج یافت.
استفاده از لقب «امام» برای خمینی در حالی رواج یافت که از حتی حسن روحانی نیز برای استفاده از آن برای اولین بار تردید داشت. از آن جهت که واژهٔ امام در جامعهٔ ایران، کلمه مقدسی بود که مردم صرفاً آن را دربارهٔ دوازده امام به کار می‌برندند. شبهه‌ای که با این لقب ایجاد می‌شد این بود که خمینی را در کنار دوازده امام قرار می‌دهد و امام سیزدهم می‌شود.
پس از مرگ خمینی سید علی خامنه‌ای در سال ۱۳۶۸ به رهبری انتخاب شد. وی که فاقد مرجعیت بود از همان ابتدا با بحران عدم مقبولیت (در مقایسه با خمینی) در بین مردم روبه‌رو بود؛ بنابراین استفاده از لقب «امام» برای خامنه‌ای بلافاصله پس از مرگ خمینی، زمینه‌ای در افکار عمومی وفاداران به جمهوری اسلامی نداشت.
از این رو، مسولان دفترِ خامنه‌ای (بیت رهبری) از یک‌سری عناوین برای نشان دادن جایگاهِ فراتر رهبری نسبت به دیگران استفاده کردند. این القاب هیچ جایی در متون قانونی کشور ندارد و استفاده از آن‌ها صرفاً در جهت بالا بردن مصنوعی شأن رهبر کشور از آن استفاده می‌شود. قانون اساسی هیچگاه از رهبر کشور با این عنوان‌ها یاد نکرده‌است. در قانون اساسی جمهوری اسلامی ایران، سید روح‌الله خمینی رسماً با لقب «امام» و «بنیانگذار» یاد می‌شود اما در مورد مقام رهبر، هیچ‌گونه لقبی استفاده نشده‌است.
برای نمونه، از خامنه‌ای در مراوده‌های رسمی یا دولتی، اغلب با عنوان «مقام معظم رهبری»، «رهبر معظم انقلاب اسلامی»، «ولی امر مسلمین جهان» و «مقام عظمای ولایت» یاد می‌شود. بعدها در مراوده‌های غیررسمی، علاوه بر صفات ذکرشده، از «آقا»، «حضرت آقا»، «امام» و «نظام» نیز برای نام بردن از سید علی خامنه‌ای استفاده می‌شود.
استفاده از این القاب و عناوین برای نام بردن از رهبران جمهوری اسلامی ایران توسط بسیاری از مردم و منتقدان به استفاده از القاب در نظام‌های پادشاهی و استبدادی تشبیه شده‌است.

## محذوریت رهبری در بیان علنی مواضع
مقدمه
«محذوریت رهبری در بیان علنی مواضع» یکی از مفاهیم شناخته‌شده در میان محافل تندروی حامی سید علی خامنه‌ای است که بحث علنی در مورد آن، در زمان ریاست جمهوری سید محمد خاتمی به عرصه مطبوعات کشیده شد.
بنابراین مفهوم، رهبر جمهوری اسلامی به خاطر مسئولیت رسمی خود، دارای محذوریت‌های داخلی و بین‌المللی متعددی است و در نتیجه، امکان بیان همه دیدگاه‌ها و فرمان‌های خود را ندارد.
معتقدان به این تئوری می‌گویند که پیروان رهبر، به همین علت نباید تنها ظاهر سخنان وی را مبنای عمل قرار دهند و باید بکوشند با پی بردن به «خواسته‌های قلبی» ولی فقیه، این خواسته‌ها را برآورده کنند.
محمد تقی مصباح یزدی، نظریه‌پرداز با نفوذ محافل اصولگرا، که خامنه‌ای زمانی او را با مرتضی مطهری از نظریه پردازان اصلی جمهوری اسلامی مقایسه کرده، در ۱۶ مرداد ۱۳۸۶ در توضیح این برداشت گفته‌است: «فهمیدن نظرات مقام رهبری معظم انقلاب کار ساده‌ای نیست و باید از طریق قراین و سخنان از اصل نظراتشان مطلع شد.» هرچند که شخص رهبر جمهوری اسلامی، در اظهارنظرهای رسمی خود چنین رویه‌ای را انکار کرده‌است. به عنوان نمونه، وی در ۳۱ مرداد ۱۳۸۹، در اشاره‌ای مستقیم به دیدگاه قائلان به محذوریت رهبری گفته‌است: «مبادا کسی تصور کند که رهبری یک نظری دارد که برخلاف آنچه که به عنوان نظر رسمی مطرح می‌شود، در خفا به بعضی از خواص و خلّصین، آن نظر را منتقل می‌کند که اجراء کنند؛ مطلقاً چنین چیزی نیست.» سید علی خامنه‌ای در عین حال پیش از آن، این موضوع را رد نکرده که احتمال دارد به خاطر مصالح حکومتی، برخی از دیدگاه‌های خود را پنهان کند، اما گفته حتی در چنان شرایطی «خلاف واقع» نمی‌گوید.
وی در ۱۸ تیر ۱۳۸۶، به نمایندهٔ اتحادیه انجمن‌های اسلامی دانشجویان مستقل دانشگاه‌های سراسر کشور که پرسید: «آیا برخی اظهار نظرها که عنوان می‌شود نظر رهبری در جلسات خصوصی است، صحیح است یا خیر؟» چنین پاسخ داده: «سخن رسمی بنده آن چیزی است که از من در دیدارهای مختلف با مردم و مسئولان می‌شنوید، ممکن است به دلائلی از جمله [جلوگیری از] آگاه شدن دشمن مصلحت نباشد چیزی را بیان کنم، ولی این بدان معنی نیست که خلاف واقع را بیان می‌کنم.»
با وجود تمام این اظهارات، کماکان به نظر می‌رسد که برخی از مدافعان خامنه‌ای، بهترین مرجع برای پی بردن به دیدگاه‌های واقعی رهبر را، مواضع رسمی او نمی‌دانند.
به عقیدهٔ حسین باستانی، روزنامه‌نگار، نخستین نتیجهٔ عملی تئوری محذوریت رهبری، سردرگمی در فهم نیات واقعی خامنه‌ای است. در حقیقت، در مواردی که رهبر به‌طور شفاف در مورد موضوعی اعلام نظر نمی‌کند و مسئولان هم خبر موثقی در مورد تمایلات واقعی او ندارند، روند تصمیم‌گیری‌های مهم در داخل حکومت ایران دچار بن‌بست می‌شود. بسیاری از موارد سردرگمی یا تأخیر نهادها و مسئولان ایرانی در اتخاذ مواضع شفاف، ریشه در همین فرایند دارند.
یه عقیدهٔ حسین باستانی، یکی دیگر از تأثیرات تئوری محذوریت رهبری، ایجاد انگیزه در بعضی محافل تندرو است تا در مواردی که معتقدند خامنه‌ای زمینه را برای بیان دیدگاه‌های «واقعی» خود مساعد نمی‌بیند، زمینه‌های لازم را برای بیان چنین دیدگاه‌هایی فراهم کنند. به عقیده این محافل، یکی از مهم‌ترین دلایل پرهیز رهبر از بیان دیدگاه‌های واقعی خود، آن است که احساس می‌کند در صورت انجام این کار، جامعه و به ویژه مدافعان حکومت، آمادگی لازم را برای اجرای دیدگاه‌های وی نخواهند داشت. این محافل نتیجه می‌گیرند که اگر مدافعان رهبر، بدون آنکه منتظر موضع‌گیری علنی او باشند، خود به انجام کارهایی بپردازند که متقاعد شده‌اند خامنه‌ای «در دل خود» با آنها موافق است، در واقع به او کمک کرده‌اند تا راحت تر به نتایجی که می‌خواهد برسد. ظاهراً یکی از مصداق‌های معروف این تفکر، مربوط به مواقعی است که ولی فقیه در اظهارات رسمی خود از مقامی حکومتی حمایت می‌کند، ولی هواداران او همان شخص را مورد حمله قرار می‌دهند و استدلال می‌کنند که حمایت رهبر، نشانه رضایت درونی وی از فرد مورد حمایت نیست. به عقیده این هواداران، دلیل حمایت رهبر آن است که وی زمینه اجتماعی را برای برخورد با برخی مسئولان آماده نمی‌بیند و در نتیجه لازم است که نیروهای هوادار او، چنین زمینه ای را فراهم آورند. هواداران تندروی رهبر جمهوری اسلامی، اعلام حمایت‌های اولیه او از رئیس‌جمهور سابق محمد خاتمی و نیز اظهارات خمینی در پشتیبانی از ابوالحسن بنی صدر، نخستین رئیس‌جمهور ایران را دارای چنین ماهیتی می‌دانند.
برای نمونه، محمدتقی مصباح یزدی در سال ۱۳۸۸ در پاسخ به این سؤال که «چرا مقام معظم رهبری آنجاهایی که ما حتی یقین داریم که فردی صالح نیست، ایشان باز هم در شرایطی به صورتی [از آن شخص] حمایت می‌کنند» اظهار داشت: «در یک کلمه باید گفت: ایشان افقی را می‌بیند که حفظ یک مصلحت اقوا [قوی‌تر] و اهمّ [مهم‌تر] دینی است. این مسئله باید به جایی برسد که همه مردم حقیقت را بفهمند». در سال ۱۳۸۷، سعید قاسمی، از فرماندهان سپاه پاسداران در زمان جنگ با توصیه به مدافعان حکومت به «خط شکنی»، از کسانی انتقاد کرد که «با این بهانه که باید پشت سر رهبری حرکت کنیم، از حرکت آفندی انقلاب ممانعت کرده‌اند». وی توضیح داده که خط شکنی همان کاری است که، به عقیده او، تسخیرکنندگان سفارت آمریکا در سال ۱۳۵۸ انجام داده بودند، یعنی تسخیر این سفارتخانه «بدون اذن امام»، در حالی که این کار بعداً با «تقدیر» خمینی مواجه شده بود.
تأثیر مهم دیگر تئوری محذوریت رهبری، زمینه‌سازی اقدامات به اصطلاح «خودسرانه» توسط گروه‌های تندرو است. این نیروها، همواره خود را آماده مقابله شدید با «دشمنان» حکومت از روش‌هایی دانسته‌اند که معتقدند منطبق با خواست‌های قلبی رهبری است، اما وی به علت محذوریت‌های داخلی و بین‌المللی، امکان بیان علنی آنها را ندارد. شاید شناخته‌شده‌ترین نمونه از این گونه اقدامات، حملات خشونت‌آمیز گروه‌های وفادار به رهبر (که در بین مخالفان با نام «لباس‌شخصی» معروف هستند) به تجمع‌های دانشجویان و دیگر منتقدان حکومت باشد. حکومت ایران، تاکنون هرگز مسئولیت عملیات این گروه‌ها را قبول نکرده‌است. حتی در مواردی هم رهبر جمهوری اسلامی علناً به انتقاد از عملیات خشونت‌آمیز این گروه‌ها پرداخته که معروف‌ترین نمونه‌های آن، سخنان سید علی خامنه‌ای بعد از دو حمله خبرساز ۱۸ تیر ۱۳۷۸ و ۲۵ خرداد ۱۳۸۸ نیروهای پلیس و لباس شخصی به خوابگاه دانشجویان دانشگاه تهران (معروف به کوی دانشگاه تهران) بوده‌است. در نخستین مورد، خامنه‌ای با محکوم کردن فوری حمله به دانشجویان گفت که به خاطر این واقعه «قلبش جریحه دار شده» و در مورد دوم، با تأخیری چند هفته‌ای، این حملات را «جنایت» دانست؛ ولی با وجود تمام این واکنش‌های رسمی، عملیات نیروهای لباس شخص علیه منتقدان حکومت ایران در طول سال‌های گذشته کمابیش ادامه داشته و این نیروها به خاطر چنین حملاتی مورد محاکمه قرار نگرفته‌اند. برای درک بهتر میزان مصونیت این گروه‌های لباس شخصی‌ها کافی است یادآوری شود که پس از حمله به کوی دانشگاه تهران در ۱۸ تیر ۱۳۷۸، حتی مقام‌هایی در حد رئیس پلیس تهران به دادگاه کشیده شدند. (هرچند که دادگاه نهایتاً همه مسئولان پلیس را تبرئه کرد) اما حتی یکی از نیروهای جزء لباس شخصی هم محاکمه نشد. پس از حمله به کوی دانشگاه تهران در ۲۵ خرداد ۱۳۸۸ نیز، علی‌رغم جنایت نامیده شدن این حمله توسط خامنه‌ای، تاکنون لباس شخصی‌های مهاجم به دانشجویان محاکمه نشده‌اند، در حالی که در مقابل، بسیاری از دانشجویانی که مورد حمله قرار گرفته بودند، دستگیر و به زندان محکوم شده‌اند. نکته قابل تأمل در زمینه اقدامات این مهاجمان آن است که به نظر می‌رسد تمام آنها متقاعد شده‌اند که حتی در صورت انتقاد ظاهری رهبر جمهوری اسلامی از حملات خشونت آمیزشان، نهادهای قضایی و امنیتی زیر نظر رهبر با آنها برخورد نخواهند کرد.
در نهایت، نتیجه مشخص تئوری محذوریت رهبری آن است که نیروهای فدایی رهبر برای فهمیدن تکلیف خود، به قواعد شفاف و قابل استناد رجوع نمی‌کنند یا حتی لزوماً همه اظهارات رهبر را مبنای کار خود قرار نمی‌دهند. بلکه در کنار اظهارات علنی رهبر، خواست‌های غیرعلنی او را نیز مبنای عمل قرار می‌دهند. درخواست‌هایی که بیان‌کنندهٔ آنها، فرماندهان، روحانیون یا سیاسیونی هستند که تمایلات قلبی رهبر را در جلسات غیرعلنی به اطلاع دیگران می‌رسانند و عموماً نیز به هیچ نهادی پاسخگوی نیستند.
برخی از این محذوریت‌های مشهور در زیر آمده‌است:
دورهٔ ریاست خاتمی
این نظریه از اوایل ریاست جمهوری محمد خاتمی در سال ۱۳۷۶ در سطح برخی محافل مخالف دولتِ خاتمی و طرفدار رهبر بالا گرفت. زمانی که در پی غافلگیری نیروهای سیاسی از نتایج انتخابات، خامنه‌ای برای مدتی از مقابله با رئیس‌جمهور وقت پرهیز کرد و حتی خود را مدافع وی دانست. محمدتقی مصباح یزدی در ۱۰ دی ۱۳۸۸، در توضیح این رفتار خامنه‌ای، مقطع ریاست جمهوری ابوالحسن بنی صدر را یادآوری کرده‌است: «رفتار امام طوری بود که مردم خیال می‌کردند که خود ایشان هم با او [بنی صدر] موافق است… تا روزی که همه مردم فهمیدند که این دیگر به درد ریاست جمهوری نمی‌خورد… بعدها ایشان [خمینی] فرموده بود: من از اول با این شخص [بنی صدر] مخالف بودم.»
دورهٔ ریاست احمدی‌نژاد
با روی کار آمدن احمدی‌نژاد که همسو با نظر خامنه‌ای بود، همچنان شاهد زاویه داشتن برخی سخنان رسمی رهبر جمهوری اسلامی با منویات اعلام نشده او، در فضای سیاسی ایران می‌بودیم. یکی از برجسته‌ترین شواهد در همین زمینه، ماجرای مذاکرهٔ وزارت امور خارجه ایران با آمریکایی‌ها در مورد امنیت عراق بود. خامنه‌ای در ۲۶ اردیبهشت ۱۳۸۶ در اظهار نظری بی‌سابقه، گفت: "وزارت امور خارجه به درخواست دولت عراق تصمیم گرفته در یک گفت وگوی رودررو با آمریکایی‌ها مسئولیت و وظایف آنان را در قبال امنیت عراق یادآوری و با آنها اتمام حجت کند." اما چهار روز بعد از این سخنانِ رهبر جمهوری اسلامی، حسین شریعتمداری، نمایندهٔ سید علی خامنه‌ای در روزنامهٔ کیهان، در سرمقاله ای به وزارت امور خارجه ایران تذکر داد که اظهارات علنی رهبر جمهوری اسلامی در مورد "گفت و گوی رو در رو با آمریکا"، با آنچه در "ژرفای قلب" وی می‌گذرد متفاوت است. شریعتمداری، در سرمقاله روزنامه خود نوشت: "از دولت نهم انتظار می‌رود منویات اصلی آقا را به درستی دریابد و به عرصه‌ای که سمت و سوی فریب و رنگ و بوی سوءاستفاده آمریکایی‌ها از آن به مشام می‌رسد پای نگذارد. ممکن است آقا اجازه داده باشند [که با آمریکا مذاکره شود]، ولی باید حضرت ایشان از ژرفای قلب مبارک خویش راضی هم باشند. آیا راضی هستند؟"
در موردی دیگر، که خبرساز هم شد، سرنوشت سؤال از محمود احمدی‌نژاد در مجلس هشتم بود. بعد از آنکه ۵ تیر ۱۳۹۰ این طرح با ۱۰۰ امضا تقدیم هیئت رئیسهٔ مجلس شد، عده ای از نمایندگان مجلس در مورد احتمال عدم موافقت خامنه‌ای با احضار رئیس‌جمهور سخن گفتند و در چنین فضایی بود که هیئت رئیس مجلس هم، از قرار دادن این طرح در دستور کار خودداری کرد. با گذشت سه ماه و نیم از بلاتکلیفی نمایندگان مجلس ایران بر سر این طرح، روز ۲۳ مهر فاش شد که یکی از نمایندگان به نام علی مطهری در نامه ای به خامنه‌ای از او خواسته‌است تا «دست مجلس را در موضوع سؤال از رئیس‌جمهور باز بگذارد.» به گفتهٔ مطهری، خامنه‌ای پاسخی به این نامه نداده بود و وی سکوت رهبر را «دلیل رضایت و لااقل بی نظری» او در مورد سؤال از رئیس‌جمهور تلقی کرد. اما تنها ۴ روز بعد، محمدرضا باهنر، نایب رئیس مجلس ایران گفت که «بزرگان نظام» (اصطلاحی که برای اشاره به رهبر جمهوری اسلامی مورد استفاده قرار می‌گیرد) «کش دادن» ماجرای سؤال از محمود احمدی‌نژاد توسط نمایندگان مجلس را به صلاح ندانسته‌اند. دو روز بعد، محمد دهقان یک عضو هیئت رئیسه مجلس، اعلام کرد که ۲۹ نماینده امضای خود را برای طرح سؤال از آقای احمدی‌نژاد پس گرفته‌اند و به این ترتیب، این طرح در صحن علنی مجلس مطرح نخواهد شد.

## تاریخچهٔ نقد رهبری در جمهوری اسلامی

### نقد رهبری در دوره خمینی
«باید در خانه‌اش محبوس باشد تا با مرضش بپوسد و بمیرد». (گفتهٔ سید روح‌الله خمینی دربارهٔ سید محمدکاظم شریعتمداری)

«خمینی را در آینده، خون‌ریز، سفاک و فتاک، لقب خواهند داد».
حسینعلی منتظری، در جلسهٔ خصوصی با حسین‌علی نیری، مصطفی پورمحمدی، سید ابراهیم رئیسی و مرتضی اشراقی در تاریخ ۲۴ مرداد ۱۳۶۷.

#### مقدمه
سید روح‌الله خمینی قبل از انقلاب ۵۷ به عنوان شخصیت اصلی در رهبری انقلابیان از خارج از کشور، با گسترش ناآرامی‌ها و خروج محمدرضا پهلوی، واپسین پادشاه ایران، به ایران آمد و با پیروزی انقلاب با استفاده از کمیته‌های مختلف شروع به انجام تغییرات بنیادین در ساختار اداری و فرهنگی، نظامی و روابط خارجی کشور کرد. از جمله این تغییرات می‌توان به صدور فرمان‌های مختلف جهت تأسیس سازمان‌های کمیته امداد، جهاد سازندگی، سپاه پاسداران انقلاب اسلامی، نهضت سوادآموزی، سازمان بسیج مستضعفین و شورای عالی انقلاب فرهنگی نام برد. همچین دستور تشکیل دادگاه‌های انقلاب را داد و این دادگاه‌ها شروع به محاکمهٔ سریع و بدون انجام آیین دادرسی منصفانه، در مورد سیاست‌مداران و اشخاص مرتبط با حکومت پهلوی کردند.
این دستورها که گاهی حتی در تناقض آشکار با برخی از اصل‌های قانون اساسی بود، واکنش بسیاری از فعالان سیاسی و اجتماعی و همچنین گروه‌های مختلف حامی خمینی را در پی داشت. در ابتدا نقدهای بسیاری به خمینی می‌شد اما با گذشت زمان، فضای کشور روز به روز و به سرعت به سوی عدم امکان نقد خمینی پیش رفت. بخش بزرگی از این عدم امکان نقد، به خاطر محبوبیت بالای خمینی در بین اکثریت مردم ایران بود که باعث می‌شد هرگونه مخالفتی با خمینی، توسط مردم و کمیته‌های تحت فرمان او به شدت سرکوب بشود. از این رو گروه‌های مختلف که زمانی حامی سیاست‌های خمینی بودند، و اما حالا تبدیل به مخالف شده بودند، به شدت از طرف شخص خمینی و طرفدارانش طرد می‌شدند و یکی پس از دیگری از صحنهٔ سیاست حذف کردند. با آغاز گنجاندن نظریهٔ ولایت فقیه در قانون اساسی و این که رهبری در زمان غیبت امام زمان جانشین وی است، کم‌کم نقد خمینی به خط قرمز تبدیل شد و هیچکسی حق نقد به او را نداشت و این خط قرمز تا زمان مرگ وی در سال ۱۳۶۸ ادامه داشت.
خمینی تا قبل از پیروزی انقلاب ۵۷ مصاحبه‌های گوناگونی با خبرگزاری‌های داخلی و به خصوص خارجی انجام می‌داد. نفس انجام این مصاحبه‌ها، توسط بسیاری از فعالان سیاسی و اجتماعی به عنوان تعهد رهبر جمهوری اسلامی به پاسخ‌گویی در برابر افکار عمومی و رسانه‌ها مورد توجه قرار گرفت و این باور را به وجود آورد که رهبری ایران قابل نقد و همچنین قابل پرسش و پاسخ است. پس از پیروزی انقلاب نیز به‌عنوان نمونه، در مهرماه ۱۳۵۸ با اوریانا فالاچی، روزنامه‌نگار معروف ایتالیایی، مصاحبه داشت؛ در آبان همان سال با تلویزیون سی‌بی‌اس ایالات متحده و نیز خبرنگاران آلمانی مصاحبه کرد؛ در آذر همان سال با هفته‌نامه آمریکایی تایم، روزنامه لوموند، با پنج نفر از خبرنگاران مطبوعات اروپا و نیز با حسنین هیکل، روزنامه‌نگار مشهور مصری، گفت‌وگو کرد. اما این مصاحبه‌های پی در پی خمینی، پس از سال ۱۳۵۹ به صفر رسید و دیگر هیچ مصاحبه‌ای انجام نداد. این آغاز عدمِ پاسخ‌گویی خمینی به عنوان رهبر جمهوری اسلامی ایران بود.

#### نقد مقام رهبری توسط خامنه‌ای و آذری قمی
در دوران ریاست جمهوری سید علی خامنه‌ای (۱۳۶۰ تا ۱۳۶۸)، وی اختلافاتی با مقام رهبری که در دست خمینی بود پیدا کرد. در آن روزها، جناح موسوم به «راست» که از آقای خامنه‌ای رئیس‌جمهور وقت حمایت می‌کرد، خواستار کنار رفتن میرحسین موسوی از نخست‌وزیری بود. اما مخالفت خمینی مانع اصلی کنار گذاشتن او شد. پس از آنکه علی خامنه‌ای مجدداً به ریاست‌جمهوری رسید، اختلاف‌های این دو جریان به اوج خود رسید.
علی‌اکبر ناطق‌نوری در خاطرات خود گفته‌است: «وقتی برای بار دوم مقام معظم رهبری به ریاست جمهوری برگزیده شدند، بین ایشان و امام یک بحثی در مورد انتخاب نخست‌وزیر بود، ایشان می‌گفت اگر من رئیس‌جمهور بشوم، در انتخاب نخست‌وزیر هر کسی را که بخواهم خودم باید تصمیم بگیرم و این علامت را هم امام ظاهراً داده بودند که خود شما تصمیم بگیر، لذا ایشان کاندیدا شدند [...] چند روزی که گذشت، نظر امام عوض شد. علتش این بود که گویا آقای محسن رضایی به عنوان فرمانده سپاه خدمت امام رسیده و گفته بود که موقعیت آقای موسوی در جنگ و بین جوان‌ها به گونه‌ای است که اگر ایشان نخست‌وزیر نشوند، جنگ لطمه می‌خورد.»
به این صورت بود که علیرغم مخالفت علی خامنه‌ای، میرحسین موسوی با حمایت خمینی نخست‌وزیر شد. در این بین، احمد آذری قمی که از بنیان‌گذاران جامعه مدرسین حوزه علمیه قم، عضو مجلس خبرگان، نمایندهٔ مجلس و یکی از مهم‌ترین اشخاص در تثبیت «ولایت» در قانون اساسی و از منتقدان سرسخت سیاست‌های اقتصادی دولت میرحسین موسوی و از حامیان سرسخت خامنه‌ای بود؛ در مرکز این اختلاف‌ها قرار گرفت و حتی از نقد نظرات خمینی هم ابایی نداشت.
آذری قمی در مرداد ۱۳۶۴ و در جریان رای اعتماد به دولت میرحسین موسوی، به عنوان مخالف سخن گفت:
از آن روز اول که امام مهندس بازرگان را انتخاب فرمودند که ما همان موقع هم قبول نداشتیم، ولی سه هزار نفر از فضلا و طلاب قم و جامعه مدرسین حرکت کردند بازرگان، بازرگان حمایتت می‌کنیم. برای این که منتخب امام هستی. بنی‌صدر هم‌همچنین، قطب‌زاده هم‌همچنین، آن‌هائی را هم که امام به‌اصطلاح اظهار می‌کرد: می‌شناسم، تا آن موقعی که انحرافی نبود و می‌دانستیم که مورد توجه و علاقه امام هستند و حتی جناب موسوی نخست‌وزیر محترم را همین اخیراً که ایشان تقویت کردند و گفتند راجع به دولت تضعیف نشان نکنید و چه نکنید … امام به عنوان یک مرشد و ناصح امین باید به وظیفه‌اش عمل بکند و به وظیفه‌اش هم عمل کرده‌است و می‌کند در مقاطع حساس آن نظر خودش را ابراز می‌کند که به نظر من چنین است و چنان است، اما یک‌وقتی با مردمی که به اصطلاح، آن‌ها مأمور به شور و بررسی و این مسائل نیستند با آن‌ها صحبت می‌کند. یک‌وقت با نمایندگان مجلس صحبت می‌کند که می‌گوید نمایندگان مجلس من این نظرم است یعنی نصیحت من است و الا خود دانید.
این سخنان خشم خمینی را درپی داشت. چند روز بعد، آذری‌قمی در نامه‌ای علنی که خطاب به «علمای اعلام» نوشت، افشا کرد:
دو روز پس از این سخنان من در مجلس، شیخکی به نام قرائتی به خانه‌ام آمد و به روایتی از حاج احمد خمینی که پیام پدرش را به قرائتی ابلاغ کرده بود، به این مفهوم به من ایفاد کرد: 'به آقای آذری‌قمی بگویند که نفوذ و مقام ایشان به گرد پای نفوذ و مقام شریعتمداری در میان علمای اعلام نمی‌رسد. بهتر آن است دیگر پا را از گلیم خود درازتر نکنند.' وقتی این شیخک این پیام را ابلاغ کرد او را با شدت و عصبانیت و تربیتی که سزاوارش بود از خانه بیرون کردم و پس از آن به تحقیق پرداختم و دیدم که این پیام صحت دارد. بنا براین لازم دانستم این پیام را به شخص آقای روح‌الله خمینی بنویسم و ۳۰ فقره رونوشت آن را برای ۳۰ تن از علمای اعلام و دلسوخته‌ای که در این پنج سال شاهد از بین رفتن احکام شرع و التقاط این احکام و نفوس با فتواهای نادرست بوده و دلی خونین دارند بفرستم.
این اختلاف‌ها موجب رنجش خمینی از آذری‌قمی شد و به گفته اکبر هاشمی‌رفسنجانی، خمینی علی‌رغم درخواست آذری‌قمی، حاضر نشده بود که به روزنامهٔ او (رسالت) کمک مالی کند. او همچنین دستور داده بود که روزنامه رسالت به جبهه ارسال نشود تا باعث تضعیف روحیه رزمندگان نشود. حتی اسدالله بیات از خمینی نقل قول می‌کند که یک بار گفته بود: «اگر ترس از این نبود که مردم بگویند این‌ها خودشان را هم تحمل نمی‌کنند، دستور توقیف این روزنامه را می‌دادم.»
بعداها ماجرای اختلاف با دولت موسوی حتی به جدال علنی خمینی با علی خامنه‌ای رئیس‌جمهور وقت هم منجر شد. در ماجرای قانون کار که دولت موسوی به دنبال تصویب آن بود، اما شورای نگهبان مقاومت می‌کرد، نهایتاً خمینی به نفع دولت وارد عمل شده و برداشتی از ولایت‌مطلقه را مطرح کرد که بر اساس آن حاکم اسلامی، اختیار تعطیل برخی احکام مذهبی را هم داشت.
خامنه‌ای در واکنش به سخنان خمینی، در نمازجمعهٔ تهران اعلام کرد که ولی‌فقیه نمی‌تواند احکام اسلام را تغییر دهد و این برداشتی اشتباه از سخنان خمینی است؛ اما خمینی در شانزدهم دی‌ماه ۱۳۶۶، خطاب به وی نوشت:
از بیانات جنابعالی در نماز جمعه این‌طور ظاهر می‌شود که شما حکومت را که به معنای ولایت مطلقه‌ای که از جانب خدا به نبی اکرم- صلی الله علیه و آله و سلم- واگذار شده و اهم احکام الهی است و بر جمیع احکام شرعیه الهیه تقدم دارد، صحیح نمی‌دانید … حکومت، که شعبه ای از ولایت مطلقه رسول‌الله- صلی الله علیه وآله و سلم- است، یکی از احکام اولیه اسلام است؛ و مقدم بر تمام احکام فرعیه، حتی نماز و روزه و حج است. حاکم می‌تواند مسجد یا منزلی را که در مسیر خیابان است خراب کند و پول منزل را به صاحبش رد کند. حاکم می‌تواند مساجد را در موقع لزوم تعطیل کند؛ و مسجدی که ضِرار باشد، در صورتی که رفع بدون تخریب نشود، خراب کند. حکومت می‌تواند قراردادهای شرعی را که خود با مردم بسته‌است، در موقعی که آن قرارداد مخالف مصالح کشور و اسلام باشد، یک جانبه لغو کند؛ و می‌تواند هر امری را، چه عبادی یا غیر عبادی است که جریان آن مخالف مصالح اسلام است، از آن مادامی که چنین است جلوگیری کند. حکومت می‌تواند از حج، که از فرایض مهم الهی است، در مواقعی که مخالف صلاح کشور اسلامی دانست موقتاً جلوگیری کند.

#### دستور اعدام فرماندهان مقصر در شکست جنگ ایران و عراق
خمینی در ۲۹ تیر ۶۷، با صدور پیامی، از قبول قطعنامه ۵۹۸ و خاتمه جنگ با عراق خبر داد. او در این بیانیه، حداقل پنج بار مستقیم یا غیرمستقیم به مرگ خود اشاره کرد. سه دفعه با اصطلاحاً آرزوی «شهادت»، یک بار با بیان اینکه قبول قطعنامه «از زهر کشنده‌تر است» و بار دیگر با گفتن این جمله معروف: «بدا به حال من که هنوز مانده‌ام و جام زهرآلود قبول قطعنامه را سر کشیده‌ام».
ادبیات خمینی به‌وضوح از وضعیت روحی خاصی حکایت داشت. اشارات پیاپی او به مرگ خود، البته فضایی احساسی را در میان پیروانش ایجاد می‌کرد -که گویی مصیبت اصلی را حال رهبر می‌دانستند و نه مسئولیتش در سرنوشت کشور و جنگ. ولی فارغ از لحن هیجان زده، متن پیام نشان‌دهنده سرخوردگی عمیق بنیانگذار جمهوری اسلامی از تحقق شعارِ -به‌شدت پرهزینه- پیروزی در جنگ بود.
خمینی بلافاصله پس از پذیرش قطعنامه ۵۹۸، فرمان‌هایی پی‌درپی را با موضوع مشخص اعدام دسته‌جمعی صادر کرد. اولی علیه فرماندهانی بود که وی آنها را مقصر شکست‌های سنگین اواخر جنگ می‌دانست. او در ۲ مرداد ۶۷ در نامه‌ای سه خطی به علی رازینی، رئیس وقت سازمان قضایی نیروهای مسلح، دستور داد «دادگاه ویژه تخلفات جنگ»، «بدون رعایت هیچ‌یک از مقررات دست و پاگیر» تشکیل شود. پیشاپیش، حکم دادگاه را هم مشخص کرد: «هر عملی که به تشخیص دادگاه موجب شکست جبهه اسلام یا موجب خسارت جانی بوده یا می‌باشد مجازات آن اعدام است.»
البته این حکم، با پادرمیانی‌های صورت گرفته در داخل حکومت اجرا نشد. ولی نفس صدور حکم اعدام فرماندهان، آن هم در بحرانی‌ترین‌ترین شرایط جبهه‌های جنگ، حکایت از بی‌پروایی خاص در صدور احکام مرگ داشت.

#### دستور اعدام گروهی زندانیان عقیدتی و سیاسی
روح‌الله خمینی تنها چهار روز بعد از دستور کشتن فرماندهان مقصر در شکست در جنگ، در ۶ مرداد ۶۷، دستور اعدام دسته‌جمعی دیگری را صادر کرد. او این بار علیه زندانیانی عقیدتی-سیاسی که -برخلاف فرماندهانِ موضوعِ دستورِ قبلی- نهادهای امنیتی هم پیگیر نابودی‌شان بودند، دستور اعدام صادر کرد.
خمینی در حکم خود نوشت: «کسانی که در زندان‌های سراسر کشور بر سر موضع نفاق خود پافشاری کرده و می‌کنند، محارب و محکوم به اعدام می‌باشند.» سپس از مسئولان قضایی و امنیتی خواست از «رحم بر محاربان» خودداری و دستورش را با «خشم و کینه انقلابی» اجرا کنند.
این دستور ۳ روز پس از حملهٔ مجاهدین خلق در عملیات فروغ جاویدان داده شد.
به دنبال صدور حکم، عبدالکریم موسوی اردبیلی رئیس وقت شورای عالی قضایی، سوالاتی را در مورد نحوه اجرای دستور از خمینی مطرح کرد؛ از جمله اینکه آیا زندانیان «سر موضعی» که محکوم به حبس کوتاه‌مدت شده و بخشی از آن را سپری کرده‌اند ولی «سر موضع» هستند هم باید اعدام شوند؟ پاسخ رهبر این بود: «هر کس در هر مرحله اگر بر سر نفاق باشد حکمش اعدام است. سریعاً دشمنان اسلام را نابود کنید. در صورت رسیدگی به وضع پرونده‌ها در هر صورت که حکم سریعتر اجرا گردد همان مورد نظر است.»
همچنین به فاصله چند هفته بعد از اعدام زندانیان سیاسی هوادار مجاهدین خلق؛ اعدام‌های گروهی به زندانیان مارکسیست هم گسترش یافت که از اساس، ارتباطی میان آنها با عملیات مجاهدین خلق متصور نبود.
این اعدام‌ها، تبعاتی طولانی‌مدت بر سیاست و اجتماع ایران بر جای گذاشته‌اند که هنوز ادامه دارند. دامنه این تبعات، از باز بودن پرونده اعدام‌های ۶۷ در نهادهای حقوق بشری گرفته تا نامشخص بودن مزار اعدام شدگان را در برمی‌گیرد، که بازماندگان آنها، هنوز به دنبال نشانی از مکان دقیق دفن‌شان هستند.

#### فتوای قتل سلمان رشدی
خمینی در صادر کردن این فتوا و تشویق مسلمانان به کشتن سلمان رشدی به شکل قابل ملاحظه‌ای از سنّت رایج اسلامی فاصله می‌گرفت. به گفته برنارد لوئیس به صورت تاریخی اکثریت فقها معتقدند که شخصی که به ارتداد متهم می‌شود باید به محکمهٔ قضاوت آورده شود، اتهام او بیان شده و سپس فرصت دفاع به او داده شود. پس از طی همه این مراحل، قاضی حکم را در مورد او صادر می‌کند. وجود این مراحل لازم است زیرا به گفتهٔ لوئیس هدف فقه اسلامی اجرای عدالت و قانون است و نه اعلام حکم بدون محاکمه و ایجاد ترس در میان افراد. اما دیدگاه فقها این بوده‌است که توهین یک مسلمان به پیامبر اسلام آنقدر بزرگ است که نیازی به برپایی دادگاه نیست. این گروه نظر خود را بر پایه حدیثی (که صحتش مورد اختلاف است) قرار می‌دهند که محمد در آن اعلام می‌کند که «هر کسی که به من توهین بکند و مسلمانی آن را بشنود، باید فوراً شخص توهین‌کننده را بکشد.» به‌گفتهٔ لوئیس حتی در بین فقهایی که صحت این حدیث را می‌پذیرند، اختلاف نظر وجود دارد و برخی از آن‌ها صدور حکم کشتن بدون انجام تشریفات را حرام دانسته و معتقدند کسی که کشتن را مرتکب شود باید خود مجازات شود. گروه دیگر از این اقلیت فقها به این نکته اشاره می‌کنند که بر اساس حدیث ذکر شده کشتن شخص توهین‌کننده به محض شنیدن توهین، نه اینکه توصیه شده باشد بلکه واجب است و انجام ندادن آن گناه محسوب می‌شود. به گفته لوئیس حتی محافظه کارترین و پرشدت‌ترین فقها که رأی به کشتن کسی که در حضور و روبروی مسلمانی به محمد توهین می‌کند را می‌دهند، تا آن حد پیش نمی‌روند که حکمی راجع به درخواست برای کشتن کسی که در کشوری دیگر گزارش توهینش آمده را بدهند. بدین سان دیدگاه خمینی در تاریخ اسلام کم‌سابقه است.

### نقد رهبری در دوره خامنه‌ای
«کمی قبل از فوت آیت‌الله آذری قمی، من (محمد مؤمن) به دیدار آقا (سید علی خامنه‌ای) رفتم و از ایشان درخواست کردم [که] اگر اجازه بفرمایند، حصر بیت آیت‌الله آذری، برداشته شود تا بلکه ایشان بتواند برای درمان بیماری حادّش روانه بیمارستان گردد که در غیر این صورت، در مورد ایشان، بیم جانی می‌رود. آقا [خامنه‌ای] در پاسخ خواستهٔ من گفتند: به دَرَک!»

#### مقدمه
در ۱۴ خرداد ۱۳۶۸ سید روح‌الله خمینی، اولین رهبر جمهوری اسلامی ایران، در تهران درگذشت و مجلس خبرگان رهبری به ریاست اکبر هاشمی رفسنجانی، سید علی خامنه‌ای که در آن زمان ریاست جمهوری را برعهده داشت به عنوان «رهبر موقت» برگزیدند. سید علی خامنه‌ای، شرط مرجعیت را که یکی از شرط‌های لازم رهبری در قانون اساسی بود نداشت، از این رو مجلس خبرگان وی را به عنوان رهبر موقت جمهوری اسلامی ایران تا زمان برگزاری همه‌پرسی قانون اساسی جدید انتخاب شد. در آن تاریخ قانون اساسی به دستور سید روح‌الله خمینی در دست بازنگری بود. البته سمت «رهبر موقت» در قانون اساسی وقت ذکر نشده‌بود و موقت بودن این انتخاب نیز به اطلاع عموم نرسید. از ۸۰ عضو مجلس خبرگان، ۷۴ نفر در جلسه حاضر بودند که از این تعداد، ۶۸ نفر به سید علی خامنه‌ای رأی دادند.
چند روز پس از همه‌پرسی بازنگری قانون اساسی (۶ مرداد ۱۳۶۸) و رسمیت یافتن قانون جدید و حذف «مرجعیت» از شروط رهبری، مجلس خبرگان مجدداً تشکیل جلسه می‌دهند و در رای‌گیری مجدد، رهبری سید علی خامنه‌ای با ۶۰ رأی از ۶۴ عضو حاضر، به تصویب می‌رسد.
کارنامه خامنه‌ای را در راس هرم نظام سیاسی ایران را می‌توان از زاویه‌های گوناگون ارزیابی و نقد کرد. موضوع «عدم پاسخگویی» خامنه‌ای یکی از این مباحث است. به عقیدهٔ بسیاری از منتقدان، خامنه‌ای، رهبری ایران، در طول ۳۰ سال دوران حکومت، «متکلم وحده» بوده‌است و پرسشگر محض و مطالبه‌گر و مدعی.
او فقط سخنرانی کرده و حتی یک بار هم به مصاحبه‌ای چالشی و انتقادی با رسانه‌ها و نمایندگان افکار عمومی تن نداده‌است.
این در حالی است که خمینی، نخستین رهبر جمهوری اسلامی، حداقل در سال‌های قبل از پیروزی انقلاب ۵۷ تا دو سال بعد از آن، در مصاحبه و پرسش و پاسخ‌های بسیاری شرکت کرد. هر چند که پس از سال ۱۳۵۹ دیگر هیچ مصاحبه‌کننده‌ای را نپذیرفت. اما روشِ رهبر دوم جمهوری اسلامی ایران با روش ابتدایی رهبرِ نخست، فاصله‌ای ملموس دارد. رهبر دوم جمهوری اسلامی ایران از همان آغاز، چنین سوگیری و مواجهه‌ای با رسانه را برگزید.
اندک مصاحبه‌های خامنه‌ای، وجهی نمایشی، فرمایشی و تبلیغاتی داشته‌است؛ او حداکثر در برش‌های انتخاباتی، پای صندوق رای، یا در حاشیه سفر یا مراسمی حکومتی و زیر پوشش امنیتی و حفاظتی سنگین، به پرسش‌های کلیشه‌ای و رسمی خبرنگار صدا و سیما پاسخ داده، یا به تعبیر دقیق‌تر، از این امکان برای بازنشر مواضع خود بهره گرفته‌است.
در موارد بسیار کم‌شماری نیز او در برخی جلسه‌های عمومی در بیت رهبری و در دیدار با گروهی از دانشجویان، استادان یا طلاب همسو با حکومت و «دعوت‌شده به مراسم»، به برخی انتقادهای کلی یا پرسش‌های عمدتاً کتبی و کنترل‌شده و همدلانه با سوگیری‌های اساسیِ خود پاسخ داده‌است.
قابل‌تامل این‌که خامنه‌ای تنها در دوران ریاست جمهوری سید محمد خاتمی، مشهور به دوران «اصلاحات» و پس از انتخابات ریاست جمهوری در دوم خرداد ۱۳۷۶ بود که متأثر از شرایط سیاسی‌ـاجتماعی، چند بار در دانشگاه‌ها حضور یافت (اردیبهشت ۱۳۷۷ در دانشگاه تهران؛ شهریور همین سال در دانشگاه تربیت مدرس؛ آذر ۱۳۷۸ در دانشگاه صنعتی شریف؛ اسفند ۱۳۷۹ دو بار در دانشگاه امیرکبیر؛ و اردیبهشت ۱۳۸۲ در دانشگاه شهید بهشتی). اما حتی فضای کلی این جلسه‌ها و اکثر پرسش‌های مطرح‌شده در آن‌ها نیز، به‌شکل محسوسی، وجهی تشریفاتی، حکومتی و تبلیغاتی داشت و سؤال‌ها از زاویه «پیرو به پیشوا» عنوان می‌شد.

#### ادعای نیابت، پیغمبری و خدایی خامنه‌ای
بنا به گزارش برخی منابع رسمی، علی خامنه‌ای ادعای «نائب امام زمان» بودن، «پیامبری» و نیز «زبان خدا شدن» کرده است.
خامنه‌ای در دیدار با خانواده قاسم سلیمانی، با اشاره به سخنرانی‌اش در جلسه‌ا‌ی با فرماندهان سپاه ادعا کرده است: «صحبت گرم و گیرایی کردم من حرف می‌زدم؛ اما حرف خدا بود و زبان من بود و خیلی اثرگذار بود.»

##### دیدگاه‌های شخصیت‌ها درباره ادعای خدایی وی
1. علی‌رضا میران، پزشک متخصص مغز و اعصاب، با بیان اینکه «این سخنان اوج روان‌گسیختگی» خامنه‌ای را آشکار کرد، نوشته است: «سخنان جنون‌آمیز در خفا، در عیان بیان می‌شوند؛ دیکتاتور دیگر کنترلی بر خویش ندارد.»[۱۰۷]
2. فرج سرکوهی، روزنامه‌نگار، ادعای خامنه‌ای را «مالیخولیای مهتری، خودشیفتگی، خودخدا و پیامبر و زبانِ خدا و فرزانه‌پنداری و نارسیسیم شدید» دانسته است.[۱۰۸]

#### جایگاه مجلس خبرگان در نقد رهبری خامنه‌ای
براساس اصل‌های ۹۹، ۱۰۷، ۱۰۸، ۱۱۱ و ۱۷۷ قانون اساسی جمهوری اسلامی ایران مجلس خبرگان رهبری مجلسی متشکل از فقیه‌های «واجد شرایط» است که مسئولیت نصب و عزل ولی فقیه (رهبر جمهوری اسلامی) را دارد و تعداد اعضای خبرگان، شرایط و کیفیت انتخاب آن‌ها و آیین‌نامه‌های داخلی جلسات آنان، همگی در صلاحیت خود اعضای مجلس خبرگان قرار گرفته‌است.
براساس تعریفی که در بالا شد، مجلس خبرگان، یک مجلسِ انتخابی تمام عیار است نه انتصابی؛ و به‌علت حساسیتی که در انتخاب رهبر دارد دارای استقلالی است که هیچ نهاد دیگر ندارد.
اما این آزادی عمل خبرگان رهبری، در عمل فاصلهٔ بسیاری با تعاریف بالا پیدا کرد.
در ۱۹ آذر ۱۳۶۱ انتخابات اولین دوره مجلس خبرگان رهبری برگزار شد و ۸۳ نفر به مجلسی راه یافتند که سرنوشت‌سازترین تصمیمات خبرگان تاکنون را گرفته‌اند. انتخاب سید علی خامنه‌ای به عنوان رهبر جدید بعد از درگذشت بنیان‌گذار جمهوری اسلامی ایران در خرداد ۱۳۶۸ تنها تصمیم سرنوشت‌ساز اولین دوره مجلس خبرگان رهبری نبود. اعضای مجلس بر اساس آیین‌نامه‌ای که به امضای خمینی رسانده بودند، تصویب کردند که فقط کسانی می‌توانستند نامزد مجلس خبرگان رهبری شوند که «صلاحیت آن‌ها را دو نفر از مدرسین شناخته شده حوزه علمیه قم یا علمای بزرگ کشور تأیید کرده باشند.» سپس در اقدامی عجیب پس از درگذشت خمینی و تنها سه ماه مانده به پایان دوره اول مجلس خبرگان رهبری، اعضای این مجلس تعیین صلاحیت‌ها برای ورود به مجلس خبرگان را بر عهده شورای نگهبان گذاشتند. تصمیمی که جناح چپ و راست آن زمان یعنی مجمع روحانیون مبارز و جامعه روحانیت مبارز را رودرروی هم قرار داد. اسدالله بیات زنجانی، از مراجع تقلید شیعه در مصاحبه‌ای با روزنامه اعتماد ملی گفته‌است که در این تصمیم «بحث علمی نبود و هدف از این تغییرِ روش، عدم راه‌یابی رقبای سیاسی‌شان به مجلس خبرگان بود.» تصمیم به تعیین صلاحیت نامزدهای مجلس خبرگان توسط شورای نگهبان از این منظر نقد می‌شود که شورای نگهبان در عمل نهادی زیر نظر رهبر است و سید علی خامنه‌ای شش عضو از ۱۲ عضو این شورا را مستقیماً انتخاب می‌کند و ۶ عضو دیگر را رئیس قوه قضاییه (که خود توسط رهبر انتخاب می‌شود) انتخاب می‌کند و برای اخذ رای اعتماد به مجلس شورای اسلامی معرفی می‌کند.
نتیجهٔ این اقدامات اعضای نخستین مجلس خبرگان رهبری، به حاشیه رفتن فزاینده مجلس خبرگان رهبری در سه دهه بعد بود، نهادی که مطابق قانون اساسی باید بر کارنامه و عملکرد رهبری نظام نظارت کند اما در عمل، به یکی از بازوهای سیاسی و مدیریتی او تبدیل شد. برخی از اعضای ارشد مجلس خبرگان، از جمله رئیس پیشین آن محمدرضا مهدوی کنی و رئیس کنونی، احمد جنتی ادعا کرده‌اند که وظیفه اصلی این مجلس نه نظارت که حفاظت از رهبری است.
خامنه‌ای در سال‌های بعد حتی از ایفای نقش نظارتی مجلس خبرگان رهبری نیز جلوگیری کرد.
اکبر هاشمی رفسنجانی در مصاحبه‌ای گفت:
«خیلی از مسائلی که به رهبری منتسب می‌شود به جهت نهادهایی مانند سپاه، بسیج، نیروی انتظامی، صداوسیما، تولیت‌های آستان قدس رضوی، حرم حضرت معصومه در قم و حرم حضرت عبدالعظیم در ری و… مجمع تشخیص مصلحت، شورای‌عالی انقلاب فرهنگی و شورای نگهبان است که تحت‌نظر رهبری هستند… مجلس خبرگان از مسئولان برای پاسخگویی دعوت کرد. در ابتدا، از هرکسی که دعوت می‌کردیم خوشحال می‌شد و تشکر می‌کرد و می‌گفت: من آماده می‌شوم، می‌آیم و گزارش می‌دهم. بعد از چند روز، می‌دیدیم که می‌گوید نمی‌آیم. از مسئولان دیگر دعوت کردیم که هیچ‌کدام نپذیرفتند. متوجه شدیم که این قبول دعوت و سپس ردِ آن، یک مسئله عادی نیست… هیچ‌یک از مسئولان موردنظر، حتی رئیس شورای سیاست‌گذاری ائمه جمعه که آسان‌ترینش بود، نیامد. علت را که از وی جویا شدیم، گفت: دفتر رهبری گفته‌است نروید! تعجب کردم و از خود آقا (سید علی خامنه‌ای) پرسیدم؛ ایشان تأیید کرد. من گفتم: این قانون خبرگان است و ما هم مسئولیت داریم که اجرا کنیم. ایشان گفتند: من مخالف تصویب این قانون بودم، ولی نخواستم آن موقع بگویم، و الان که می‌خواهد عملی شود نظرم را می‌گویم.»

#### اولین مخالفت رسمی
خامنه‌ای در حالی به عنوان «رهبر»، «عالی‌ترین مقام رسمی» و «جانشین ولی عصر» به این مقام رسید که این انتخاب از همان ابتدا مورد نقد بسیاری از سیاست‌مداران و فعالان سیاسی قرار گرفت. عبدالمجید شرع پسند، نمایندهٔ مردم کرج در دوره‌های دوم و سوم مجلس شورای اسلامی، اولین منتقد رسمی رهبری در دوران سید علی خامنه‌ای بود. وی بعد از نطقی که در ۱۱ تیر ۱۳۶۸ در مجلس در نقد شیوهٔ انتخاب خامنه‌ای به سمت رهبری انجام داد، بازداشت و بیش از ۴۰ روز تحت بازجویی قرار گرفت. او از نحوهٔ انتخاب آقای خامنه‌ای به عنوان رهبر انتقاد کرد و از قدرت‌داشتن عده‌ای معدود و «حضور تشریفاتی و سطحی مردم به جای مشارکت عمیق و مؤثر آنان» ابراز نگرانی کرد. وی در رابطه با حوادث بعد از نطق‌اش می‌گوید: «یکشنبه این نطق را کردم، استعفایم طبق قانون باید سه‌شنبه در دستور جلسه اعلام می‌شد و یکشنبه بعد باید در دستور کار قرار می‌گرفت، اما سه‌شنبه که من رفتم و حضورم هم در مجلس اعلام شد فردای همان روز یعنی چهارشنبه دستگیر شدم و عملاً دیگر امکان نبود بروم مجلس … تعدادی از دوستان ما را هم صرفاً به خاطر دوستی با من یا کار در دفتر من گرفته بودند. برایشان معلوم شد فرضیه‌هایی که داشتند درست نبوده و بعد آزاد شدیم. البته آزاد که شدیم پرونده ام تا ۱۳ سال باز بود. ممنوع الخروج بودم و محدودیت‌های زیادی داشتم.»
برخوردی که با این نماینده مجلس صورت می‌گیرد، نمونه ای -مقدماتی- از سرنوشت منتقدان رهبری علی خامنه‌ای در سی سال بعدی است.

#### مخالفت آذری قمی با خامنه‌ای
پس از مرگ خمینی، جانشینی او به مسئله‌ای مهم تبدیل شد. در آن زمان احمد آذری قمی تا آستانه انتخاب به عنوان رهبر پیش رفت. آذری قمی و علی خامنه‌ای، در ماجراهای اختلافات ریاست جمهوری خودش و نخست‌وزیری میرحسین موسوی، چنان به هم نزدیک شده بودند که در ماجرای انتخاب رهبر جدید، آقای خامنه‌ای پیشنهاد کرد که آذری‌قمی رهبر جمهوری اسلامی شود. محمد امامی کاشانی در سال ۱۳۹۲ در مصاحبه‌ای برای اولین‌بار افشا کرد که آقای خامنه‌ای «روی انتخاب مرحوم آذری‌قمی» به عنوان جانشین خمینی اصرار داشته‌است. وی افزود: «حتی بین آقا (خامنه‌ای) و آقای آذری صحبت‌هایی هم رد و بدل شد، اما در نهایت مجلس به مقام معظم رهبری (خامنه‌ای) رای داد.» بعدها در بخشی از ویدئویی که از جلسهٔ ۱۴ خرداد مجلس خبرگان در مورد انتخاب رهبری جدید منتشر شد، مشخص شد احمد آذری قمی، اولین کسی بوده که در آن جلسه، نام آقای خامنه‌ای را به عنوان جانشین رهبر بر زبان رانده. از طرفی آقای خامنه‌ای در همان جلسه خطاب به احمد آذری قمی می‌گوید: «همین آقای آذری که اسم من را اولین بار آوردند در این جلسه، بنده اگر حکم [فقهی] بکنم ایشان قبول خواهند کرد؟» و صدای پاسخی می‌آید که تصریح دارد: «ما که نمی‌خواهیم از شما تقلید بکنیم.»
در ۱۹ تیر ۱۳۶۸ یک ماه بعد از مرگ خمینی، و در حالی که علی خامنه‌ای کار خود را به عنوان دومین رهبر جمهوری اسلامی به تازگی آغاز کرده بود، احمد آذری قمی مقاله‌ای با عنوان «انتخاب خبرگان و ولایت فقیه» منتشر کرد که در آن آمده بود ولی‌فقیه اگر بخواهد می‌تواند «حتی توحید را به‌طور موقت تعطیل نماید.» بعدها این سخنان به یکی از خبرسازترین متن‌های منتشر شده در دفاع از ولایت‌فقیه تبدیل شد. در اعتراض به این مقاله، نهضت آزادی ایران نوشت که «اگر کسی پس از شنیدن این صحبت‌ها شاخ در بیاورد، نباید تعجب کرد … شیخ نفرموده‌اید که منظورتان از 'تعطیل توحید' چیست. آیا نپرستیدن خدا و پیروی نکردن از راهنمایی‌ها و رهبری او، به خاطر قدرت حکومت یا مصالح اُمت است یا شریک گرفتن و شرک به خدا؟»
با وجود انتقادهای شدید به احمد آذری قمی بابت این اظهارات، شخص خامنه‌ای یا منسوبان او، هیچ گونه اعتراضی به تعبیر آذری قمی از اختیارات ولی فقیه نشان ندادند و سکوت‌شان نشانهٔ تأیید این سخنان را داشت.
با وجود حمایت‌های بسیار زیاد و گاهی خارج از عرف احمد آذری قمی از جایگاه ولایت فقیه و شخص سید علی خامنه‌ای، اما بعدها، در آبان ۱۳۷۶، تأکید کرد از بابت «اشتباه خود و به اشتباه انداختن دیگر خبرگان» در مورد اجتهاد آقای خامنه‌ای «از خدا و ملت ایران پوزش می‌طلبد». در صفحه ۱۵۱ کتاب «فراز و فرود آذری قمی» نوشته محسن کدیور اسلام‌شناس، متن اظهارات آقای آذری قمی در سال ۱۳۷۶ نقل شده که در بخشی از آن آمده: «ولایت‌فقیه طبق اصل ۱۰۹ [قانون اساسی جدید]... احاطهٔ فقهی بر جمیع مسائل مستحدثه و غیر مستحدثه نظام مقدس اسلامی و قدرت استنباط سریع و مستحکم را می‌طلبد که بدون تردید ایشان [آقای خامنه‌ای] فاقد آن، حتی بر حسب اقرار خود ایشان نزد حقیر می‌باشد.»
آذری قمی در تاریخ ۵ آبان ۱۳۷۶ (۱۸ روز قبل از سخنرانی مشهور حسینعلی منتظری) در مورد صلاحیت علی خامنه‌ای برای مرجعیت، نامه‌ای به محمد خاتمی (رئیس‌جمهور وقت) نوشت. در بخشی از این نامه آمده بود:
جامعهٔ مدرّسین که معظّمٌ له را به عنوان یکی از مراجع سبعه معرّفی کردند نیز خلاف ضوابط شرعی و قانونی خود عمل کردند، زیرا بارأی تلفنی و در جوّی ناسالم ایشان را معرفی کردند که برخی از تلفن شونده‌ها بعداً تکذیب کردند؛ شرط مرجعیّت دو چیز است که هیچ‌یک برای معظّمٌ له موجود نیست، اولی اَعلمیّت است که در مورد ایشان جز آقای یزدی کسی ایشان را اَعلم ویا حتّی مساوی بقیهٔ مراجع هم نمی‌داند و این اعلام نظر آقای یزدی در نماز جمعه مبنی بر اَعلمیّت مقام رهبری مسلّماً برخلاف سنّت هزار ساله در حوزه‌های علمی شیعه بوده‌است. شرط دوّم، فرصت استنباط مسائل شرعی است.
پس از این انتقاد، به منزل و محل درس او حمله کردند و شعارهایی همچون «آذری و منتظری، خوارج زمانند»، «مرگ بر سه خائن دین فروش، منتظری و آذری و سروش» و «مرگ بر آذری» در تجمعات آبان ۱۳۷۶ در قم سر داده شد.
این نامه در آبان ۱۳۷۶ بازتاب وسیعی در محافل دینی سیاسی کشور داشت و منجر به تعطیلی کلاس‌های درس، حمله به دفتر و بالاخره حصر خانگی احمد آذری قمی از ۲۸ آبان ۱۳۷۶ تا پایان عمرش شد.
حصر وی حتی با بیماری‌اش نیز برداشته نشد.

#### نقدهای حضوری دانشجویان از رهبری در بیت رهبری
خامنه‌ای در دوران سید علی خامنه‌ای تقریباً هر ساله جلسه‌های مختلفی با جمعی از نهادها، تشکل‌ها و اشخاص برگزار می‌کند. یکی از این جلسات سالانه، دیدار با دانشجویان است. رویه معمول دفتر خامنه‌ای این است که بازتاب سخنرانی او و اشخاص شرکت‌کننده در آن جلسه بر مبنای گزارشی صورت می‌گیرد که بیت او تنظیم می‌کند و در اختیار خبرگزاری‌ها و مطبوعات می‌گذارد.

##### انتقاد وحیدنیا (اولین نقد حضوری؛ ۱۳۸۸)
محمود وحیدنیا که دانشجوی رشتهٔ ریاضیات دانشگاه صنعتی شریف و برنده مدال طلای المپیاد ریاضی ایران معرفی شد،
در روز ۶ آبان ۱۳۸۸ در دیدار رودرروی جمعی از نخبگان کشور با سید علی خامنه‌ای رهبر جمهوری اسلامی از عملکرد وی انتقاد کرد. به گفتهٔ برخی صاحبنظران، اقدام وحیدنیا حداقل در تاریخ معاصر ایران بی‌سابقه بوده‌است و موجی از حیرت و تحسین را در افکار عمومی ایران برانگیخت. پس از سخنرانی، برخی از رسانه‌ها خبر دستگیری وی را منتشر کردند. برخی دیگر نیز سخنان وی را برنامه‌ریزی‌شده و بخشی از یک نمایش توصیف کرند. هر چند خود وحیدنیا در چندین مصاحبه، خبر دستگیری خودش را شایعه دانست و از قبل برنامه‌ریزی بودن سخنان و نمایشی بودنش را نیز تکذیب کرد.
انتقادهای وی شامل انتقاد از عملکرد صدا و سیما، انتقاد از نبود آزادی بیان، انتقاد از قابل نقد نبودن رهبری، انتقاد از روش سرکوب معترضان توسط نیروهای نظامی و انتقاد از نهادهای حکومتی مختلف بود.
علی خامنه‌ای در پاسخ به دانشجو از وی تشکر کرد و به برخی از نقدهایش پاسخ داد. وی اضافه کرد: «خیال نکنید من از شنیدن اینجور حرفها ناراحت می‌شوم. نه من از اینکه این حرفها زده نشود، ناراحت می‌شوم. در جلساتِ دانشجوئی، دانشگاهی که اینجا هستند، بنده گاهی که ببینم حالا بعضی‌ها روی ملاحظه، روی احترام، روی هرچه، بعضی از این حرفها را که خیال می‌کنند من خوشم نمی‌آید، نمی‌زنند؛ از نگفتنش ناراحت می‌شوم؛ از گفتنش مطلقاً ناراحت نمی‌شوم.»

##### انتقاد مهرابی (۱۳۹۷)
در دیدار گروهی از دانشجویان ایرانی با رهبر که در خرداد ۱۳۹۷ برگزار شد، سحر مهرابی، نمایندهٔ مدیران مسئول در شورای مرکزی ناظر بر نشریات دانشگاهی وزارت علوم، با شکایت از اوضاع نابسامان اجتماعی، اقتصادی و سیاسی ایران خواستار پاسخگویی رهبران این کشور از جمله خامنه‌ای شد. این سخنان در حالی مطرح می‌شد که در شش ماه قبل از آن، اعتراضات عمومی، از جمله اعتراضات دی ۱۳۹۶ و گروه‌های مختلف کارگری خوزستان به شدت بالا گرفته بود.
خانم مهرابی با انتقاد شدید از عملکرد دستگاه‌های حکومتی ایران به خصوص آنهایی که زیر نظر رهبر جمهوری اسلامی اداره می‌شود خواستار حاکمیت کامل قانون و گسترش دمکراسی از جمله امکان جابجایی قدرت شد. مهرابی گفت: «تشدید نابرابری سیستماتیک میان طبقات جامعه، کاهش میزان اعتماد عمومی، فروپاشی ارزش‌های اخلاقی، شیوع آسیب‌های اجتماعی، بحران‌های محیط زیستی، افزایش حاشیه نشینی و طرد اقلیت‌ها و وضعیت وخیم اشتغال، تأثیر مخربی بر همبستگی اجتماعی گذاشته‌است.» او از «عدم امکان عملی تحقیق و تفحص از برخی نهادهای تحت امر جنابعالی (خامنه‌ای) مانند سپاه پاسداران انقلاب اسلامی ایران، قوه قضایی، صدا و سیما، بنیاد مستضعفان و ستاد اجرایی فرمان حضرت امام، در کنار ضعف روحیه پاسخگویی در مسئولان» به عنوان یکی از مشکلات کشور نام برد. او گفت که «رد صلاحیت‌های سلیقه‌ای و دخالت‌های فراقانونی قوه قضایی» در امور سایر قوا باعث تضعیف حق حاکمیت ملی شده‌است. به گفته او «نقض حق برگزاری اجتماعات، تعرض مکرر به حق آزادی بیان، محدودسازی روزافزون حق دسترسی آزاد به اطلاعات با اعمال فیلترینگ غیرقانونی و برخورد با مطبوعات، همه و همه فضایی را به وجود آورده که اعتراض مدنی و قانونی به عنوان انتخابی ساده و ممکن از دسترس شهروندان خارج شده‌است.» مهرابی همچنین از فساد ساختاری و تبعیض‌ها انتقاد کرد و گفت که انتقادها و اعتراض‌ها از جمله در میان کارگران و معلمان با پرونده‌سازی پاسخ داده می‌شود که هرچند صورت مسئله را موقتاً پاک می‌کند اصل مشکل را دست نخورده باقی می‌گذارد … لذا این سؤال جدی مطرح است که رئیس دولتی که مسئولیت نهادهای اجرایی را بر عهده دارد، یا رئیس قوه قضاییه ای که اختیارات نظارتی و قضایی دارد یا جنابعالی که برخی، اختیارات مندرج در اصل ۱۱۰ قانون اساسی را کف اختیاراتتان می‌دانند، در برابر پرسش‌ها، انتقادات و اعتراضات مردم چه پاسخی دارید؟» این دانشجو پاسخ‌های «فرمایشی» را بی‌فایده دانست و گفت که پاسخ واقعی مشکلات کشور در بازگشت به قانون اساسی نهفته‌است. او خواستار به رسمیت شناختن حق مردم در تعیین سرنوشت خود و تشکیل یک دستگاه قضایی «سالم، بی‌طرف و سفارش ناپذیر» شد. مهرابی سخنان خود را با این جمله که «راهکار در جمهوری اسلامی است، نه یک‌کلام بیشتر، نه یک‌کلام کمتر» به پایان برد.

تحقق آرزوهایی که از طرف جوانان پرشور به راحتی بیان می‌شوند، با در نظر گرفتن واقعیات به این سادگی‌ها امکان‌پذیر نیست بلکه نیازمند کار و تلاش و برخی مقدمات است.

سید علی خامنه‌ای در پاسخ به انتقادات سحر مهرابی در خرداد ۱۳۹۷.
خامنه‌ای در پاسخ به نقدهای این سحر مهرابی، سخنان او را نشانهٔ نشاط در میان آنها دانست اما همزمان از «القا مردمسالاری واقعی ایران به عنوان دیکتاتوری» انتقاد کرد.
او در پاسخ به انتقادها از صدا و سیما گفت: «مدیریت نهادهایی همچون نیروهای مسلح با رهبری است اما در قوه قضاییه و صداوسیما با وجود آنکه رؤسای آنها از طرف رهبری منصوب می‌شوند، مدیریت آنها با رهبری نیست و به عنوان مثال بنده در مواجهه با صداوسیما، چه در مدیریت فعلی و چه در مدیریت‌های قبلی، همواره در موضوعات مختلف موضع انتقادی داشته و دارم … راه حل اساسی برای برطرف کردن عیوب و مشکلات در برخی دستگاه‌ها همچون صداوسیما، تزریق عناصر جوان، فعال، مؤمن و پرانگیزه به این دستگاه‌ها است و من به آنها در این خصوص تأکید کرده‌ام … من از مسائل جامعه از راه‌های مختلف مطلع و در جریان امور هستم و با در نظر گرفتن همه مسائل معتقدم نظام اسلامی در چهل سال گذشته در همه این آرمان‌ها پیشرفت کرده‌است … برخی می‌گویند چرا رهبری همه مشکلات را گردن آمریکا و انگلیس خبیث می‌اندازد، این یک برداشت اشتباه است چرا که بنده بیشتر مشکلات و موانع را داخلی و درونی می‌دانم که البته دشمنان از آنها سوءاستفاده می‌کنند.»

##### انتقاد صبوری (۱۳۹۸)
در جلسهٔ خامنه‌ای با دانشجویان در خرداد ۱۳۹۸ برگزار شد، اصل صحبت‌های دانشجویان حاضر با رهبر به انتقاد و حملات به دولت حسن روحانی گذشت، اما در اتفاقی نادر، محمدحسین صبوری، دبیر جنبش عدالت‌خواه دانشجویی، به انتقاد از بیت خامنه‌ای پرداخت. این اظهارات تقریباً در اکثر گزارش‌های رسمی از این مراسم بازتاب نیافت. عدم پوشش خبری این اظهارات می‌تواند به رویه معمولی بازگردد که بازتاب سخنرانی او بر مبنای گزارشی صورت می‌گیرد که بیت او تنظیم می‌کند و در اختیار خبرگزاری‌ها و مطبوعات می‌گذارد. در معدود ویدیوها و گزارش‌هایی که از گفته‌های محمدحسین صبوری در برابر خامنه‌ای به بیرون درز کرده، او از «نحوه مدیریت بیت رهبری» انتقاد می‌کند.
وی از «رفتارهای غیرشفاف برخی اعضای ارشد دفتر، دخالت در موضوعات نامربوط با وظایف شان، و حضور چند دهه‌ای بعضی از افراد» انتقاد کرد. همچنین سوالاتی نیز مطرح کرد که به عنوان نمونه می‌توان از «ماجرای تصویب برجام، تلاش برخی برای تصویب لوایح مربوط به fatf، انتخاب دبیر شورای عالی انقلاب فرهنگی، جلوگیری از تحول‌های انقلابی در نهادهایی مثل صداوسیما، و استفساریه‌گیری برای بستن دهان کارشناسان» نام برد. محمدحسین صبوری از افرادی در بیت رهبری انتقاد کرده که به گفته او «با استفاده از انتساب به رهبری، جمع‌بندی خود و جناح‌شان را به عنوان جمع‌بندی دفتر رهبری طرح می‌کنند». او گفته «مسئولان بیت رهبری باید پاسخگو باشند و از مصونیت انتساب به رهبری بیرون بیایند». محمدحسین صبوری از اینکه «موضوعات حیثیتی» در ایران با «تصمیم نظام» حل می‌شود، انتقاد کرد و پرسید: «این نظام چیست که اکثر تصمیماتش مخالف منافع ملی و اظهارات آیت‌الله رهبری است؟»
این انتقادات در شرایطی مطرح می‌شد که سال گذشته نیز انتقادات محمدجواد معتمدی‌نژاد، دبیر پیشین این تشکیلات دانشجویی در جلسه‌ای با خامنه‌ای خبرساز شده بود. او در جلسه ۷ خرداد ۱۳۹۷ دانشجویان با خامنه‌ای از قوه قضاییه انتقاد کرده بود. محمدجواد معتمدی‌نژاد یک روز پس از این اظهاراتش بازداشت شد. هر چند بازداشت وی به علت اظهاراتش در بیت رهبری نبود اما دو ماه پس از بازداشتش، این تشکیلات دانشجویی محمدحسین صبوری را به عنوان دبیر جدید خود برگزید.
خامنه‌ای در پایان دیدار خرداد ۱۳۹۸ خود با دانشجویان به آن‌ها گفت: «لحن انتقاد را تند نکنید، جوری حرف نزنید که بتوانند شما را در مراجع قضائی محکوم کنند، از نفی قاطع یک مجموعه بپرهیزید و تلاش کنید صحبتتان درست بیان شود.»

#### نقد رهبری بعد از افزایش قیمت بنزین (۱۳۹۸)
مقدمه
در ۲۴ آبان ۱۳۹۸ مجموعهٔ اعتراضات مردمی و ضد حکومتی در سراسر ایران به‌دنبال انجام مجدد سهمیه‌بندی سوخت و افزایش ۲۰۰ درصدی
قیمت بنزین آغاز شد. شرکت ملی پخش فراورده‌های نفتی ایران، بدون اطلاع و اعلام قبلی، در نیمه‌شب ۲۴ آبان ۹۸ اعلام کرد سهمیه‌بندی بنزین دوباره آغاز شده و قیمت هر لیتر بنزین سهمیه‌ای ۱۵۰۰ تومان، و نرخ هر لیتر بنزین آزاد از ۱۰۰۰ به ۳۰۰۰ تومان افزایش یافت. به دنبال اعلام این خبر، اعتراضات سراسری در کل کشور گسترش یافت.
بر اساس گزارش نهادهای امنیتی ایران، ۲۹ استان و صدها شهر دستخوش ناآرامی‌های پس از افزایش قیمت بنزین بودند.
از شنبه ۲۵ آبان به دستور شورای امنیت کشور قطعی سراسری اینترنت آغاز شد.
مقام‌های ایرانی اعلام کردند اینترنت به‌دلایل امنیتی قطع است و زمان بازگشت آن هم مشخص نیست.
اعتراضات نخست در واکنش به افزایش سه‌برابری قیمت بنزین آغاز شد ولی سپس حکومت جمهوری اسلامی و رهبران ایران را هدف گرفت.
تصاویر فراوانی که توسط شهروندان گرفته شده‌است، نشان می‌دهد که نیروهای امنیتی، سپاه پاسداران و بسیج با استفاده از سلاح‌های جنگی در نقاط مختلف کشور، به سوی معترضان به صورت مستقیم و هدفمند تیراندازی مستقیم کرده‌اند.
خبرگزاری‌ها و سازمان‌های حقوق بشری خارج از کشور، بر اساس تحقیقات و منابع خود، تعداد کشته‌ها را تا ۱۵۰۰ (حداقل ۴۰۰ زن و ۱۷ کودک و نوجوان)
نفر اعلام کردند. همچنین دستکم ۸۶۰۰ نفر در ۲۲ استان ایران بازداشت شده‌اند. این در حالی است که مقامات رسمی جمهوری اسلامی ایران از اعلام کردن تعداد کشته‌شدگان و بازداشت شده‌ها سر باز زدند.
تصمیم شورای سران قوا
قیمت بنزین براساس مصوبه‌ای از شورای هماهنگی سران قوا افزایش یافته بود. شوارای هماهنگی سران قوا به دستور مستقیم خامنه‌ای در ۱۳۹۷ و با هدف مقابله با بحران‌های اقتصادی تحریم‌های ایالات متحده علیه ایران تشکیل شد. بعد از تشکیل این شورا، بسیاری از سیاست‌مداران این تصمیم رهبر را نقد کردند. شماری از نمایندگان مجلس نیز به تندی از تشکیل این شورا انتقاد کرده و شکل‌گیری آن را نفی اختیارات و فلسفه وجودی مجلس عنوان کرده‌اند. برخی از نمایندگانِ منتقد می‌گفتند در شورای عالی هماهنگی اقتصادی سران سه قوه تصمیماتی اخذ می‌شود که نمایندگان مردم از آن اطلاعی ندارند و «بهتر است در مجلس را ببندیم.»
پس از افزایش سه برابری بنزین توسط تصمیم این شورا، شماری از نمایندگان مجلس شورای اسلامی و کارشناسان حقوقی نسبت به تداخل وظایف این شورا با امور مجلس انتقاد کردند.
آن‌ها معتقد بودند افزایش قیمت بنزین در مجلس تصویب نشده و به همین دلیل «غیرقانونی» است.
حتی تعدادی از نمایندگان اعلام کردند که در اعتراض به بی‌اعتنایی دولت به نظر آن‌ها در مورد افزایش قیمت بنزین استعفا خواهند کرد.

«وقتی یک چیزی مصوّبه سران کشور هست، آدم باید با چشم خوش‌بینی به او نگاه کند، بنده در این قضیّه سررشته ندارم یعنی تخصّص این کار را ندارم، گفتم هم به آقایان… من هم که صاحب‌نظر نیستم در این قضایا؛ گفتم من صاحب‌نظر نیستم لکن اگر سران سه قوّه تصمیم بگیرند، من حمایت می‌کنم… گفتم من صاحب‌نظر نیستم در این قضیّه لکن… مسئولین کشور تصمیم گرفتند.»

سخنرانی خامنه‌ای در ۲۶ دی ۱۳۹۸؛ دو روز پس از گرانی بنزین و اعتراضات سراسری به حکومت و کشتار وسیع مردم.
مداخلهٔ رهبر
در دومین روز اعتراضات (۲۵ آبان) فراکسیون امید مجلس طرح فوریتی «بازگشت قیمت بنزین به قیمت قبل» را تهیه کرد و بنا بود روز بعد، آن را تقدیم هیئت رئیسهٔ مجلس کند. اما پس از سخنرانی خامنه‌ای در ۲۶ آبان و تأکید او بر حمایت از تصمیم سران قوا، سخنگوی این فراکسیون اعلام کرد به دلیل «تاکیدات رهبر جمهوری اسلامی» طرح مزبور از دستور کار خارج شده‌است.
علی خامنه‌ای در سخنرانی خودش، از تصمیم سران قوا مبنی بر افزایش قیمت بنزین حمایت کرده بود.
هم‌زمان محمود صادقی، نمایندهٔ مجلس، گفت که رهبر با ارسال یادداشتی خطاب به نمایندگان، آن‌ها را از مخالفت با مصوبهٔ سران قوا برحذر داشته‌است.
خامنه‌ای در آن سخنرانی، اجرای طرح افزایش قیمت سوخت را ضروری دانست.
خامنه‌ای در این سخنرانی پنج بار
بر سررشته نداشتن یا تخصص نداشتنش در مورد مسائل اقتصادی تأکید کرد.
به عقیدهٔ حسین باستانی، خبرنگار، «روایت آیت‌الله خامنه‌ای از تصمیمی که اعتراضاتِ بی‌سابقه آبان ۱۳۹۸ (از لحاظ تلفات) را کلید زد و با معیشت ده‌ها میلیون شهروند سر و کار داشت این بود که یک "مصوبه سران کشور" به اجرا درآمده (گویی رهبر جمهوری اسلامی خود را جزو سران کشور نمی‌دانست) و او نیز چون "صاحب نظر نیست" صرفاً تصمیم دیگران را قبول کرده‌است.»
حسین علی‌زاده، تحلیل‌گر سیاسی و دیپلمات سابق ایران می‌گوید:
در حالی که شمارکشته‌شدگان حادثه گرانی بنزین از ۱۰۰ نفر گذشته‌است، «واکنش اولیه برخی مراجع تقلید مانند صافی گلپایگانی، علوی گلپایگانی و مکارم شیرازی جانبداری از مردم در اعتراض به گرانی بنزین بود. از سوی دیگر، نمایندگان مجلس از تصویب چنین طرح مهمی ابراز بی‌اطلاعی کردند و در نتیجه، مبادرت به تصویب لایحه‌ای دو فوریتی کردند که بر اساس آن، بهای بنزین به قیمت پیشین بازگردد. اما همین اندک صداهای معترض حکومتی بلافاصله سکوت اختیار کردند، چرا که به فاصله سه روز رهبر جمهوری اسلامی به حمایت از گرانی قیمت بنزین برآمد. او با اشاره به «جان باختن تعدادی» که معترض به این تصمیم بودند، اجرای مصوبه افزایش بهای بنزین را ضروری دانست و گفت: «من صاحب‌نظر نیستم، لکن اگر سران سه قوه تصمیم بگیرند، من حمایت می‌کنم. من این را گفتم. حمایت هم می‌کنم. سران قوا نشستند با پشتوانه کارشناسی یک تصمیمی برای کشور گرفتند. باید عمل بشود به آن تصمیم.» بدین ترتیب، روشن است که او آشوب یک‌باره کشور را به‌خوبی رصد کرده و از وجود جانباختگان خبر دارد. اما در کلامش اندکی اظهار همدردی با جانباختگان نیست که هیچ، بر اجرای مصوبه اصرار دارد، اصراری که می‌تواند بر شمار کشته و زخمی شدن مردم بیفزاید. اما چرا بر اجرای چنین تصمیمی اصرار دارد؟ او که خود را در جایگاه مرجعیت دینی می‌داند، چرا برخلاف دیگر مراجع، با مردم همدردی نکرد که هیچ، بر اجرای تصمیمی که آتش خشم مردم را برافروخته تأکید کرد؟ … علی خامنه‌ای در حالی درصدد تأیید این تصمیم برآمد که گفت «من در این قضیه سررشته ندارم»، ولی مطلقاً زبان به انتقاد نگشود که چرا چنین تصمیم مهمی در مجلس و کمیسیون‌های آن به بحث گذاشته نشد تا آنان که سررشته دارند در این مورد اظهارنظر کنند؟ او نگفت چرا مجلس دور زده شده‌است؟ او نگفت اگر این موضوع در صحن مجلس به بحث گذاشته می‌شد، دست‌کم شوک آن به‌اندازه اعلام ناگهانی اخیر نبود.»

#### مخالفت با ورود واکسن کرونا
عفو بین‌الملل، دستور علی خامنه‌ای دربارهٔ ممنوع‌کردن خرید واکسن ساخت بریتانیا و آمریکا را بازی با جان میلیون‌ها ایرانی و نیز شرم‌آور، اعلام کرد.

#### نقد به خامنه‌ای به‌دلیل کمک مالی بریتانیا به دفتر وی
بر پایه منابع رسمی و گوناگون حکومت بریتانیا به دفتر علی خامنه‌ای (مرکز اسلامی انگلستان) در لندن بیش از ۱۰۰ هزار پوند (و ۱۳۶ هزار دلار) کمک مالی کرد.
در پی کمک مالی حکومت بریتانیا واکنش‌های گوناگونی به این مسئله، ابراز شد. برخی از کاربران با عبارت‌هایی همچون: «پول انگلیسی»، «شیعه انگلیسی» و «پوند شیرین‌تر از عسل» به تناقض رفتاری حکومت جمهوری اسلامی با ادعاهایش پرداختند. برخی از هنرمندان هم نوشتند که ورود واکسن کرونا از انگلستان، حرام است؛ ولی ریختن خون مردم و نیز خوردن کمک‌های نقدی انگلستان، حلال است.

#### در خیزش ۱۴۰۱ ایران
- یک نهاد حقوق بشری درخواست قوه قضاییه از خامنه‌ای برای بخشایش معترضان بازداشت‌شده در اعتراضات سراسری ۱۴۰۱ را «ریاکارانه» و «اقدامی تبلیغاتی» دانست و با تأکید بر اینکه معترضان از «حق خود برای اعتراض» استفاده کرده‌اند، اعلام کرد که بازداشت آنان و احکام کیفری صادر شده برای این شهروندان بی‌اعتبار است و نه تنها، همه معترضان باید «بدون قید و شرط، آزاد» شوند، بلکه برای اجرای عدالت، آمران و عاملان سرکوب مردم باید مجازات شود و مجازاتشان یک «حق همگانی» است.[۱۶۳]

## نقش رهبر در سانسور و توقیف مطبوعات
رسانه‌ها و مطبوعات در ایران همیشه تحت فشار و سانسور بوده‌اند. اما از سال ۱۳۷۶ تحولی چشمگیر در آن‌ها رخ داد. پس از انتخابات دوم خرداد ۱۳۷۶ که منجر به انتخاب سید محمد خاتمی به عنوان رئیس‌جمهور شد، دولت وی که به «دولت اصلاحات» معروف شد با شعار توسعه سیاسی و حمایت از آزادی‌های مدنی، فضا را اندکی برای گروه‌های مختلف اجتماعی و سیاسی باز کرد.
تعداد زیادی نشریه مجوز انتشار گرفتند و تیراژ روزنامه‌ها میلیونی شد. با این تغییرات، نقش رسانه‌ها هم از اطلاع‌رسانیِ صرف فراتر رفت. روزنامه‌ها با استفاده از آزادی به دست آورده نه تنها سیاست‌ها و عملکرد حاکمیت به ویژه نهادها و چهره‌های نزدیک به رهبر جمهوری اسلامی را نقد می‌کردند، بلکه در مواردی ایدئولوژی حاکمان را هم زیر سؤال می‌بردند.
در چنین فضایی، رسانه‌های رسمی حاکمیت همچون صدا و سیما و منابر مذهبی از رقابت با رسانه‌ها جا مانده بودند. این فضایِ نقدِ جدیدِ به وجود آمده توسط دولت اصلاحات، باعث شد که برخورد و فشار حاکمیت بر رسانه‌ها نیز بیشتر شود. اما سخنرانی سید علی خامنه‌ای در ۱ اردیبهشت ۱۳۷۹، نقطهٔ عطفی در برخورد با رسانه‌ها آغاز کرد که به صورت تلویحی «دستور» جمع کردن مطبوعات تلقی شد.
خامنه‌ای گفته بود:
«... قلباً از بعضی از پدیده‌هایی که در کشور هست، رنج می‌برم. من نمی‌خواهم آنچه را که برایم رنج‌آور است، با افکار عمومی مطرح کنم؛ اما این نکته که آن روز گفتم داستان غم‌انگیزی است … بنده دو سال قبل از این در یکی از خطبه‌های نماز جمعه گفتم که دستگاه‌های استکباری دنیا و در رأس همه آمریکا، از تبلیغات برای ساقط کردن و ایجاد اغتشاش در کشورها استفاده می‌کنند. بعد به آن مراکز تبلیغاتی خطاب کردم و گفتم: ولی بدانید این توطیه که شما بخواهید به‌وسیلهٔ رادیوهایتان در ایران اسلامی، همان برنامه‌هایی را که در اروپای شرقی و در بعضی از کشورهای دیگر به‌وجود آوردید، به‌وجود بیاورید، این نشدنی است؛ این خیال خامی است. متأسفانه امروز می‌بینم همان دشمنی که به‌وسیلهٔ تبلیغات خود، همتش این بود که افکار عمومی یک کشور را به سمتی متوجه کند، به‌جای رادیوها آمده در داخل کشور ما پایگاه زده‌است! بعضی از این مطبوعاتی که امروز هستند، پایگاه‌های دشمنند؛ همان کاری را می‌کنند که رادیو و تلویزیون‌های بی‌بی‌سی و آمریکا و رژیم صهیونیستی می‌خواهند بکنند …»
سه روز پس از این سخنرانی، نامه‌های توقیف دسته‌جمعی مطبوعات با امضای سه قاضی از جمله سعید مرتضوی، که همگی یک متن داشتند و در متن آن با استناد به ماده ۱۳ قانون اقدامات تأمینی و تربیتی سال ۱۳۳۹، می‌گفت: «از امشب تا اطلاع ثانوی روزنامه توقیف است».
این توقیف، شامل ۱۸ روزنامه و نشریه می‌شد. روزنامه‌های صبح امروز، آفتاب امروز، عصر آزادگان، آزاد، مشارکت، فتح، آریا و نیز مجله‌های ایران فردا و پیام هاجر از جمله رسانه‌هایی بودند که «با بیش از یک میلیون تیراژ» به صورت ضربتی توقیف شدند. نتیجه آن «بیکار شدن نزدیک به هزار روزنامه‌نگار و کادر فنی و اداری» بود. این روند ادامه پیدا کرد و باعث شد در دورهٔ اول ریاست جمهوری خاتمی، دستکم ۸۷ روزنامه و مجله توقیف شوند.
پس از توقیف‌های فله‌ای روزنامه‌ها که با «دستور تلویحی رهبر» انجام گرفت، مجلس ششم (۱۳۷۹ تا ۱۳۸۳) که اکثریت آن در دست اصلاح‌طلبان بود، تصمیم به اصلاح قانون مطبوعات و کاهش محدودیت‌ها و فشارها بر فعالیت‌های رسانه‌ها گرفت. اما رهبر در نامه‌ای محرمانه به مجلس و با «حکم حکومتی»، دستور کنار گذاشتن آن را صادر کرد.

## نقد نقش رهبری در سیاست داخلی
رهبر جمهوری اسلامی بارها با دخالت‌های شدید در کارهای قانونی قوهٔ مجریه، باعث به وجود آمدن بحران با رئیس‌جمهورهای وقت شده‌است. برخی از این مداخله‌های رهبر بر اساس قانون اساسی ایران، از وظایف وی است، اما در بسیاری از موارد نیز فاقد وجاهت قانونی است. این دخالت‌های غیرقانونی، که تحت عنوان «حکم حکومتی» یا «حکم ولایی» انجام می‌شود، رابطه او با تک تکِ روسای جمهور را، به ویژه در دورهٔ دوم مسئولیت هر یک، بحرانی کرده‌است.
یکی دیگر از نقدهایی که به رهبری در ایران می‌شود، ایجاد نهادها و شورای‌های بالادستی و عالی (همانند شورای عالی هماهنگی سران قوا) است که عملاً قوهٔ قانون‌گذاری مجلس و دیگر نهادهای قانونی تعریف شده در قانون اساسی را نادیده می‌گیرد. تأسیس این شوراها در اکثر مواقع پس ایجاد یک بحران انجام می‌شود که عملاً باعث می‌شود تصمیم‌های مهم کشور توسط عده‌ای خاص صورت بگیرد و به تبع آن، جایگاه قانونی مجلس نادیده گرفته بشود.
در موارد زیادی، حتی رهبر جمهوری اسلامی تمام نهادهای قانونی را نادیده می‌گیرد و خودش شخصاً با دادن «حکم حکومتی»، جلوی رویهٔ قانونی برخی از تصمیمات را می‌گیرد.
این رویهٔ رهبری در ایران، بارها مخالفت نمایندگان مجلس را در پی داشته‌است. در موارد بسیار، نمایندگانی که از تصمیمات «غیرقانونی» رهبر جمهوری اسلامی یا نهادهای زیر نظر او انتقاد می‌کنند، توسط مقامات حکومتی و هواداران وی مورد حمله قرار می‌گیرند و در اغلب موارد صلاحیت آن‌ها برای نامزد شدن دوباره در مجلس، توسط شورای نگهبان تحت عناوینی همچون «عدم التزام عملی به ولایت فقیه» رد می‌شود یا در مواردی نیز توسط قوهٔ قضائیه مورد پیگرد قرار می‌گیرند.
برخی از منتقدان معتقدند که دخالت‌های مکرر رهبر در وظایف قوه‌های دیگر، نه فقط تغییر جایگاه قوایی خاص در ارتباط با یکدیگر، که انهدام کلی ساختار مدیریتی در جمهوری اسلامی است. برخی می‌گویند که این تغییرات باعث به وجود آمدن یک نظام حقیقی جدید است که در آن، حداقل وقتی پای تصمیم‌های کلان در میان باشد، فلسفه وجودی نهادهایی که مستقیماً زیر نظر رهبر نیستند روشن نیست. آن‌ها این پرسش را مطرح می‌کنند که «با فرض تداوم جمهوری اسلامی تا پایان مقطع رهبری خامنه‌ای، رهبر بعدی در چه شرایطی قرار می‌گیرد؟ … به عبارت دیگر، نظامی که قوای حکومتی آن به شدت تضعیف شده و به میزانی نامتعارف به شخص رهبر متکی شده، در غیاب او چه سرنوشتی خواهد یافت؟».
حسین باستانی، روزنامه‌نگار می‌گوید:
به این پرسش، بر مبنای پیش فرض‌های تحلیلی متنوعی می‌توان پاسخ داد که موضوع بحث حاضر نیستند؛ ولی تا آنجا که به نگاه رهبر جمهوری اسلامی ایران بر می‌گردد، منطقا قابل تصور نخواهد بود که او نهادهای حقوقی موجود نظام را بی اثر کند، بدون آنکه تمهیدات مشخصی را برای دوران پس از خود در نظر داشته باشد. واقعیت آن است که وی در سال‌های اخیر، اگرچه به تدریج نهادهای «غیرانتصابی» را -حتی با وجود کنترل آنها از طریق شورای نگهبان- بی اثرکرده، ولی این تحول، به موازات افزایش قدرت یک نهاد خاص یعنی سپاه پاسداران صورت گرفته‌است. نتیجه آنکه سپاه، به عنوان نهادی که از حمایت مطلق آقای خامنه‌ای برخوردار است، نه تنها برای دولت و مجلس، که حتی در صورت لزوم، برای سایر نهادهای انتصابی نظام و از جمله قوه قضاییه، صداوسیما و هیئت‌های نظارت شورای نگهبان نیز تعیین تکلیف می‌کند. در نهایت، فارغ از آنکه جمهوری اسلامی در درازمدت چه سرنوشتی داشته باشد، و گذشته از آنکه روی کاغذ سیستم ریاستی باقی بماند یا پارلمانی شود، خامنه‌ای نظام حکومتی ایران را به سمتی می‌برد که در آن، قدرت مسلط حکومت نه دولت یا مجلس خواهد بود، و نه حتی -اگر کار به انتخاب جانشین برسد- رهبر بعدی. رهبری که با مروری بر اسامی کاندیداهای محتمل جانشینی، از هم‌اکنون مشخص است، هر که باشد، امکان تسلط بر سپاه پاسداران را نخواهد داشت.

## نقد نقش رهبری در سیاست خارجی
بر اساس اصل ۱۱۰ قانون اساسی ایران، «تعیین سیاست‌های کلی نظام جمهوری اسلامی ایران پس از مشورت با مجمع تشخیص مصلحت نظام» و نظارت بر حسن اجرای آن، برعهدهٔ رهبر است. باوجودی که در این اصل فقط به تعیین سیاست‌های کلی توسط رهبر آن هم در مشورت با تشخیص مصلحت نظام اشاره شده، اما به گواه بسیاری از دولتمردان ایرانی، رهبر جمهوری اسلامی در عمل تمام ساختار تصمیم‌سازی در سیاست خارجی را کاملاً متمرکز زیر نظر خود دارد و دولت‌ها در ایران مجری سیاست‌های شخص وی هستند.»
در حالی که تمام کشورهای توسعه‌یافته، «منافع ملی» را مهم‌ترین فاکتور در تعیین سیاست‌های خارجی می‌دانند، اما از نظر رهبر جمهوری اسلامی، منافع ملی تعریفی دیگری دارد. در ۲۲ خرداد ۱۳۹۶، خامنه‌ای در جمع مسئولان نظام می‌گوید:
«مسئله اینجا است که منافع ملی را چه‌جوری تعریف کنیم، چه‌جوری شناسایی کنیم؛ چه چیزی را واقعاً منافع ملّی بدانیم و چه چیزی را نه. آن نکته اساسی که مورد نظر بنده است این است که منافع ملّی آن وقتی منافع ملّی هستند که با هویت ملی ملت ایران، با هویّت انقلابی ملت ایران در تعارض نباشند. وَالّا آنجایی که ما چیزی را به‌عنوان منافع ملّی در نظر می‌گیریم لکن هویّت ملّی را پایمال می‌کنیم، قطعاً اشتباه کرده‌ایم، این منافع ملّی نیست … منافع ملی باید با هویت ملی تطبیق داده شود نه اینکه هویت ملی تابعی از موضوعاتی تحت عنوان منافع ملی قرار گیرد که قهراً منافع تخیّلی است … هر آن چیزی که با این هویّت در تعارض باشد، منافع ملّی نیست، ولو ما تصوّر کنیم که این یک سودی است برای ملّت یا منفعتی است برای ملّت؛ نه، هرچه با اسلام ما، با انقلاب ما، با گذشته و سابقهٔ تاریخی دیرینهٔ ما، معارضه داشته باشد، جزو منافع ملّی به‌حساب نمی‌آید … حرف اصلی ما در مورد بحث تصمیم‌سازی و تصمیم‌گیری شد این؛ منافع ملّی، ملاک صحّت تصمیم‌گیری‌ها است و منفعت ملّی آن چیزی است که با هویّت ملّت ایران هیچ‌گونه معارضه‌ای نداشته باشد و از آن برکنار هم نباشد؛ یعنی برخاستهٔ از این هویّت باشد؛ این می‌شود منفعت ملّت ایران. این را مسئولین کشور باید همواره در نظر داشته باشند؛ هر چیزی که شائبهٔ ضدّیّت با اسلام یا بیگانگی از اسلام، ضدّیّت با انقلاب یا بیگانگی از انقلاب، ضدّیّت با ریشهٔ تاریخی ملّت ایران یا بیگانهٔ از آن، یا هر چیزی ازاین‌قبیل [داشته] باشد، جزو منافع ملّی نیست و مورد تصمیم نمی‌تواند قرار بگیرد.»
در حالی که در سخنان علی خامنه‌ای، «منافع ملی» ظاهراً مورد توجه قرار گرفته، اما در یک نگاه عمیق، حاشیه‌ای بودن «منافع ملی» در نظر رهبر، مشخص است. به عبارت دیگر، رهبری جمهوری اسلامی موضوعی عینی و ملموس مثل «منافع ملی» که تأثیری مستقیم بر کیفیت زندگی شهروندان دارد را با مفهومی انتزاعی به نام «هویت ملی» و «هویت انقلابی» که موضوعِ مطالعات نظری است و هر جامعه‌شناسی می‌تواند تعریف متفاوتی از آن ارایه دهد را گره می‌زند.
نکتهٔ دیگر، استفادهٔ رهبر از واژهٔ «هویت انقلابی» در سخنرانی‌هایش است. اصطلاح، هویت انقلابی یا انقلابی بودن یا انقلابی‌گری، با وجود تأکید فراوان رهبر به آن، اصولاً تعریف مشخصی ندارد و فقط تکرار شعارهای نامرتبط است. واژهٔ «انقلاب» به معنای زیر و رو شدن یا پشت و رو شدن است و «انقلابی» کسی است که یا فعالانه در یک انقلاب شرکت کند، یا از آن دفاع کند. با وجود آنکه حدود ۴ دهه از وقوع انقلاب ۵۷ می‌گذرد و روزهای وقوع انقلاب، جایش را به حاکمیتِ قوانین داده‌اند؛ مفهوم انقلابی بودن یا هویت انقلابی معنا ندارد.
خامنه‌ای در ادامهٔ سخنرانی‌اش دربارهٔ «منافع ملی»، «هویت ملی» مورد نظرش را هم بر اساس سه عنصر «مسلمان بودن، انقلابی بودن و عمق تاریخی» می‌داند. جواد کوروشی، روزنامه‌نگار، می‌گوید: «[سخنان رهبر] به‌این معناست که در شاکله تفکر و نگرش رهبر جمهوری اسلامی نه تنها «منافع ملی» در تعریف کلاسیک خود جایی ندارد، بلکه متغیری است از تعریف شخصی او از «مسلمان» بودن، تعریف شخصی او از انقلاب و «انقلابی» بودن، و دانش شخصی او از تاریخ و «عمق تاریخی» … دکترین آقای خامنه‌ای به حکومت و فرماندهان ارشد سپاه اجازه داده‌است با دخالت‌های سیاسی و نظامی در کشورهای منطقه، «منافع ملی» ایران را فدای مفهومی به نام «انقلابی بودن» کنند.»
خامنه‌ای همچنین بر «دیپلماسی انقلابی» نیز تأکید می‌کند. این اصطلاح هم توسط تحلیل‌گران موهوم و بی‌معنا تعبیر شده‌است. دیپلماسی به معنای گفت‌وگو و تلاش برای رسیدن به توافق بر اساس عرف‌ها و مقررات و پیمان‌های بین‌المللی و منافع متقابل کشورها و تلاش برای پیدا کردن مخرج مشترک‌ها برای افزایش ضریب منافع و امنیت ملی است.
مجید محمدی، تحلیل‌گر سیاسی و جامعه‌شناس می‌گوید: «عبارت «دیپلماسی انقلابی» مثل شتر-گاو-پلنگ در درون خود تناقض دارد چون دیپلماسی مبنایی عقلانی (محاسبه هزینه‌ها و فواید) و قانونی دارد و انقلاب مبنایی غیر عقلانی (بی‌توجهی یا کم‌توجهی به محاسبه هزینه‌ها و فواید) و غیرقانونی یا فراقانونی. دیپلماسی برای سر و سامان دادن وضع موجود است و انقلاب برای برهم ریختن نظم موجود … دیپلماسی برای یافتن نقاط و منافع مشترک برای همکاری و پرهیز از تنش و خشونت و جنگ است. وقتی رژیمی مستقر خود را به نحوی تناقض‌آمیز و بی‌پایه «انقلابی» معرفی می‌کند و رهبر آن «رهبر انقلاب» نامیده می‌شود، طبعاً دیپلماسی به هم ریخته و ناسازگار و تبلیغاتی و ناسزاگونه آن نیز باید انقلابی نامیده شود.»

### مخالفت خامنه‌ای با سند ۲۰۳۰ یونسکو
در تاریخ ۲۳ خرداد ۱۳۹۶ شورای انقلاب فرهنگی دولت ایران، اجرای سند ۲۰۳۰ یونسکو را از دستور کار دولت، خارج کرد. این تصمیم، پس از آن گرفته شد که خامنه‌ای رهبر جمهوری اسلامی ایران در ۱۷ اردیبهشت ۱۳۹۶ اجرای این سند را «غیرمجاز» و مغایر با اسلام و قرآن، اعلام کرد.
رهبر جمهوری اسلامی در انتقاد از سند یونسکو گفت: «اینجا جمهوری اسلامی ایران است و در این کشور مبنا اسلام و قرآن است. اینجا جایی نیست که سبک زندگی معیوب و ویرانگر و فاسد غربی بتواند اعمال نفوذ کند. در نظام جمهوری اسلامی پذیرش چنین سندی، معنا ندارد.»

## نقض حقوق بشر
رهبران نظام جمهوری اسلامی ایران یعنی خمینی و خامنه‌ای به نقض حقوق بشر در ایران، متهم هستند.

### اتهامات خمینی در نقض حقوق بشر
برخی از موارد نقض حقوق بشر توسط خمینی عبارتند از:
1. دادن دستور اعدام دسته‌جمعی زندانیان عقیدتی-سیاسی ایران در تابستان ۱۳۶۷؛[۱۷۶]
2. صدور دستور سرکوب مخالفان در کردستان (سرکوب شورش‌های کردها)[۱۷۷]

### اتهامات خامنه‌ای در نقض حقوق بشر
«همین الآن از خدمت مقام معظم رهبری (خامنه‌ای) می‌آیم و نظر ایشان این است که لانه فساد [بیت منتظری] در قم در هم کوبیده شود و این فتنه را به گورستان بسپاریم.» (گفتهٔ یکی از نظامیان در پادگان خاتم الانبیا دربارهٔ منتظری)

برخی از موارد نقض حقوق بشر توسط خامنه‌ای عبارتند از:
1. تعطیلی دانشگاه‌ها و رخدادهای خونبار پس از آن؛
2. نقض حقوق بشر در دستگاه قضایی و نیز تصویب قانون (سرکوبگرانه) در دادگاه‌های انقلاب؛
3. دست داشتن در اعدام دسته‌جمعی زندانیان عقیدتی-سیاسی ایران در تابستان ۱۳۶۷؛
4. نقض حقوق بشر در نهادهای امنیتی؛
5. نقض حقوق بشر در صدا و سیما (تحت امر وی)؛
6. نقض حقوق شهروندان بهائی؛
7. سرکوب اعتراضات سراسری ۱۳۸۸ (تا ۱۳۹۰)؛
8. سرکوب اعتراضات سراسری ۱۳۹۶؛
9. سرکوب اعتراضات سراسری ۱۳۹۸؛
10. سرنگون کردن پرواز شماره ۷۵۲ اوکراین با موشک‌های سپاه
11. قتل‌های زنجیره‌ای ایران[۱۸۰]
12. نقض حقوق کارگران در جمهوری اسلامی ایران
13. مافیای زباله‌گردی و سواستفاده از کودکان (زباله گردی کودکان) نقض حقوق کودکان در جمهوری اسلامی ایران
14. قتل زندانیان سیاسی
15. سرکوب خیزش ۱۴۰۱ ایران

و مواردی دیگر.

## نقد رهبری توسط شخصیت‌ها
«اگر رهبری (خامنه‌ای) از نقض حقوق شهروندی خبر ندارند جای تأسف دارد و اگر خبر دارند، صد برابر، جای تأسف دارد.» (سخنی از کام‌فیروزی، وکیل بازداشت‌شده در خیزش ۱۴۰۱ ایران)

### رضا پهلوی
رضا پهلوی در پاسخ به یکی از ادعاهای خامنه‌ای گفت: 
«بدان که ویران‌شهری که کران تا کرانِ فلات ایران را در این چهل‌سالهٔ شوم، همچون جذامی درنَوردیده، نه از فرهنگِ والای ایرانی، که مطلقاً معلولِ بدعتی است که دجالی از سنخ خبیثت در اخلاق و در ایمان آورده…؛ اگر فروپاشی در ایمان و در دینِ مردم بوده، مسوولیت آن، مستقیماً متوجه تو و نظامِ تو است. بدان که فقری که پردهٔ شومش را در ایران گسترده، نه از اخلاق و از مهر ایرانی، که مطلقاً معلولِ علتی است که هم نام و هم کارنامه‌اش، هم نظریه و هم قانون پایه‌اش جملگی از تو و از تبارِ منحوس تو برخاسته».

### سعیدی سیرجانی
علی‌اکبر سعیدی سیرجانی (۱۳۱۰–۱۳۷۳)؛ ادیب، پژوهشگر، نویسنده و فعال سیاسی بود. او در زمان حکومت محمدرضا پهلوی از منتقدان او بود. سعیدی سیرجانی پس از انقلاب ۵۷ نیز به نقد جمهوری اسلامی پرداخت. به‌گفتهٔ جلال متینی، او در هر دو حکومت پهلوی و جمهوری اسلامی به فقدان آزادی اعتراض می‌کرد. او با نفس انقلاب موافق بود بی‌آنکه «در زیر علم هیچ‌یک از دسته‌های سیاسی و مذهبی دوران پیش از انقلاب سینه‌ای زده باشد». سعیدی سیرجانی چند روز پس از انقلاب ۵۷ و شروع اقدامات انتقامی و مناقشه‌برانگیز انقلابیون مذهبی گفته بود: «درست گوش کنید. صدای نعلین به گوش می‌رسد، صدایی به مراتب وحشتناک‌تر از صدای چکمه».
کتاب‌های وی در دوران پس از انقلاب ۵۷ از طرف وزارت ارشاد ممیزی می‌خورد. «شیخ صنعان»، «وقایع اتفاقیه»، «یادداشت‌های صدرالدین عینی»، «سیمای دو زن»، «ضحاک مار به دوش» و «تصحیح تفسیر سورآبادی» (تفسیر قرآن اثر ابوبکر عتیق نیشاپوری در قرن پنجم) از جمله آثار وی بعد از انقلاب ۵۷ است.
از نظر جلال متینی، رمان «شیخ صنعان» (۱۳۵۷) در اصل داستانی است از عطار نیشابوری دربارهٔ پیر وارسته‌ای که به دختری جوان دل می‌بازد، اما سعیدی سیرجانی آن را به نقد قدرت و «صنعان زمان خویش» برمی‌گرداند. این نخستین اثر انتقادی سیرجانی پس از انقلاب است که در سال ۱۳۵۸ نوشته می‌شود. همچنین کتاب «سیمای دو زن» نیز اشاره به وضعیت زنان در حاکمیت تازه داشت. در کتاب «بیچاره اسفندیار» نیز، سعیدی سیرجانی از پادشاه مستبدی می‌گوید که برای «حتی یک روز بیشتر بر اریکه قدرت ماندن، فرزند برومندش را آگاهانه روانه قتلگاه ساخت تا چه رسد به دیگران».
به اعتقاد حمید علوی، روزنامه‌نگار، این نشانه رفتن قدرت، بهای سنگینی برای سعیدی سیرجانی داشت؛ هر چند که خود بارها گفته بود که حاضر است این بها را بپردازد و معتقد بود «مرگ در راه دفاع از حق، شهادت است». سیرجانی نامه‌های متعددی به برخی مسئولان حکومت جمهوری اسلامی ارسال کرد. او در این نامه‌ها به خاطر جلوگیری از چاپ کتاب‌هایش شکوه کرده بود. اما به نظر می‌رسد نامه‌هایش به خامنه‌ای، که به تازگی به جانشینی خمینی انتخاب شده بود، به دستگیری و قتل او منجر شد.
او در نامهٔ خود به خامنه‌ای، به‌خاطر سانسور و جلوگیری از چاپ و نشر آثارش زبان به انتقاد گشود و نوشت: «رفتار مأموران حکومت اسلامی در هشت سال اخیر با شخص بنده لبریز از عناد و ظلم و تبعیض بوده‌است و فرزندان و بستگانم نیز به آتش این بی عدالتی‌ها سوخته‌اند». سیرجانی یادآوری می‌کند که ناشران ایرانی در خارج از ایران حاضر به چاپ کتاب‌هایش هستند، اما او ترجیح می‌دهد آثارش در ایران چاپ شوند. او در این نامه به بی‌قانونی در نظارت وزارت ارشاد بر کتاب اعتراض کرده و خواستار آن شده بود که ضابطه‌ای مشخص حاکم شود «چرا حکومت قانون را جانشین شیوه‌های بدنام کننده و واقعاً بی‌حاصل وزارت ارشاد نمی‌کنید و نویسندگانی را که مرتکب خلافی شده‌اند به محکمه نمی‌کشید. اکنون نه جنگی در میان است که بهانه ادامه اختناق گردد و نه خطری رژیم محکم اساس اسلامی را تهدید کند که لازمه اش توسل به شیوه‌های سر کوبگرانه استبدادی باشد». سیرجانی اضافه کرده بود: «مادام که حلقوم متفکران و صاحب نظران از پنجه مخوف قانون شکنان وزارت ارشاد رهایی نیابد و حاصل عمری جان کندن اهل تحقیق از سلطه سلیقه و اغراض شخصی نرهد، یقین داشته باشید که در بر همین پاشنه می‌گردد». در مقابل این نامه، آقای خامنه‌ای پیغامی به واسطه کیومرث صابری فومنی (معروف به گل‌آقا) به او رساند که موجب شد سیرجانی نامه‌ای گزنده‌تر برای رهبر بنویسد. در این نامه با اشاره به پیغام خامنه‌ای نوشت که «قاصد را نیز شرمنده کرده بود و از هر مسلمان با تقوایی بعید می‌نمود». گویا خامنه‌ای در آن پیغام سیرجانی را «مرتد و نامعتقد به اسلام» اعلام کرده بود زیرا سیرجانی از او می‌پرسد: «جناب عالی به استناد کدامین سند و قرینه و امارت مرا مرتد قلمداد کردید و نامعتقد به اسلام». او در این نامه بار دیگر انتقادهای آتشین خود را تکرار کرد و آمادگی خود را برای «شهادت» اعلام کرد. در پایان نوشت: «آدمیزاده‌ام، آزاده‌ام و دلیلش همین نامه که در حکم فرمان آتش است و نوشیدن جام شوکران. بگذارید آیندگان بدانند که در سرزمین بلاخیز ایران هم بودند مردمی که دلیرانه از جان خود گذشتند و مردانه به استقبال مرگ رفتند».
سعیدی سیرجانی چندی بعد در ۲۳ اسفند ۱۳۷۲، خارج از منزلش توسط مأموران وزارت اطلاعات جمهوری اسلامی بازداشت شد و پس از نه ماه، بدون هیچ ملاقات یا خبری از محل زندانی بودن او، در ۴ آذرماه ۱۳۷۳ و در اسارت درگذشت. با دستگیری سعیدی سیرجانی مقامات اطلاعاتی و امنیتی جمهوری اسلامی ابتدا با صدور اطلاعیه‌ای وی را متهم به «نگهداری و استعمال مواد مخدر و مشروبات الکلی و نیز همجنس‌بازی و لواط» کردند؛ و پس از آن، اتهاماتی دیگری همچون جاسوسی برای دولت‌های خارجی، دریافت پول از دولت‌های اروپایی و ایالات متحده، همکاری با افسران ساواک، شرکت در کودتای نوژه و اقدام علیه امنیت ملی را به اتهامات وی افزودنند.
در زمان بازداشت علی‌اکبر سعیدی سیرجانی، جمع مشورتی کانون نویسندگان ایران در نامه‌ای با بیش از ۶۰ امضا به بازداشت وی توسط وزارت اطلاعات جمهوری اسلامی، اعتراض و متن معروف «ما نویسنده‌ایم» را با ۱۳۴ امضا منتشر کرد. آرتور میلر متن را در اجلاس سالانه پن در پراگ قرائت کرد. متن در رسانه‌های جهانی منعکس شد و توجه جهانیان را به وضعیت دشوار نویسندگان و فرهنگ در ایران برانگیخت.
متن جدید منشور کانون که در آن بر «آزادی اندیشه و بیان و نشر در همه عرصه‌ها بی هیچ حصر و استثنا»، «مخالفت با هر گونه سانسورِ اندیشه و بیان» و مخالفت «با تک صدایی بودن رسانه‌ها» تأکید شده‌است نیز در جمع مشورتی تصویب شد. ربودن فرج سرکوهی و قتل محمد مختاری، دو تن از گروه ۸ نفره ای که متن نامهٔ ۱۳۴ را تنظیم و منتشر کرده بودند، کشتن احمد میرعلائی، غفار حسینی و محمدجعفر پوینده، از اعضای فعال کانون، تلاش برای به دره انداختن اتوبوسی که ۲۱ نویسنده عضو کانون سرنشین آن بودند و بازداشت برخی اعضای کانون پاسخی بود که در آن روزگار به کانون نویسندگان داده شد که بعدها با عنوان «قتل‌های زنجیره‌ای» معروف شد.
کانون نویسندگان پس از افشای پرونده قتل‌های زنجیره‌ای موفق شد مجمع عمومی خود را یک بار در زمان ریاست جمهوری خاتمی، برگزار کند اما از آن پس تمامی نشست‌های آن تعطیل و از برگزاری مجمع عمومی آن جلوگیری شد.

### هادی غفاری
هادی غفاری بعد از انتخابات ریاست جمهوری سال ۱۳۸۸ در یک سخنرانی با حضور مهدی کروبی، سیدعلی خامنه‌ای را فردی بی‌تدبیر و بی سواد اعلام کرده و وی را عامل بی حیثیتی روحانیت معرفی می‌کند. هادی غفاری در این سخنرانی خطاب به رهبری می‌گوید:
امروز محصول ثمره رهبری جنابعالی بی حیثیت شدن روحانیت است، جناب آقای خامنه ای اشتباه می‌فرمایی، من به ولایت فقیه اعتقاد دارم بیش از آقای خامنه ای به گواهی تاریخ. جناب آقای کروبی من مسئول صحبت‌های خودم، خودم هستم، از همین‌جا آماده هستم به هر سلولی بروم، من بدنم با سلول آشناست، سالهای سال. جناب آقای خامنه ای من بیش از شما به ولایت فقیه اعتقاد دارم، امام به من نگفت که شما ولایت فقیه را نمی‌شناسی ولی به جنابعالی گفت.
هادی غفاری اما در انتهای صحبتش به خاطره ای از شیخ کریم حائری و یک فرد دهاتی اشاره کرده و پاسخ شیخ کریم به فرد روستایی را پاسخ خودش به رفتار خامنه‌ای می‌داند و صحبت‌هایش را با همین جواب به خاتمه می‌رساند:
حاج شیخ کریم حائری جوابی داد که من می‌خواهم به [آقای]خامنه ای بدهم، جناب آقای خامنه ای جواب آ شیخ را به شما عرض می‌کنم. شیخ گفت: مفرداتت خوب بود، مرده شور اون ترکیب ات را ببرد.

### کروبی
مهدی کروبی یکی از نامزدهای انتخابات ریاست جمهوری در سال ۱۳۸۸ است. کروبی بعد از اعتراض به نتایج انتخابات ریاست جمهوری ۱۳۸۸ و پیامدهای پس از آن، از بهمن ۱۳۸۹ در حصر خانگی به سر می‌برد. از آن زمان تاکنون نامه‌هایی در انتقاد به رهبری جمهوری اسلامی نوشته‌است.
مهدی کروبی در دی ۱۳۹۸ پس از سرنگونی هواپیمای اوکرانی توسط موشک‌های سپاه در نامه‌ای به خامنه‌ای گفت: «بدون شک هیچ‌یک از شرایط و صفات احراز مسئولیت رهبری را بر اساس قانون اساسی ندارید.» این نامه در حالی منتشر می‌شد که مهدی کروبی و میرحسین موسوی در پی اعتراض به نتایج انتخابات ریاست جمهوری ۱۳۸۸ و پیامدهای پس از آن، از بهمن ۱۳۸۹ در حصر خانگی به سر می‌برد. وی در این نامه گفت:
«امروز پس از سه روز انکار و فریب وقیحانه خبر شلیک موشک خودی و سرنگون شدن هواپیمای مسافربری و داغدار شدن خانواده‌هایی که عزیزان شان در آن پرواز بودند، آنهم پس از آنکه تشت رسوایی این موضوع توسط غربی‌ها از بام افتاده بود، تصمیم گرفتم در نامه‌ای کوتاه نکته مهمی را به شما یادآور شوم. جنابعالی به عنوان فرمانده کل قوا مسئولیت مستقیم این امر را بر عهده دارید، بفرمایید آیا در صبحگاه چهارشنبه در جریان این فاجعه بودید؟ یا همان‌طور که رسانه‌های نزدیک به شما مدعی اند شما روز جمعه در جریان این موضوع قرار گرفته‌اید؟ اگر در جریان بودید و با علم به موضوع به مسئولان نظامی و امنیتی و تبلیغاتی اجازه فریب مردم را دادید پس بدا به حال شما که بدون شک هیچ‌یک از شرایط و صفات احراز مسئولیت رهبری را بر اساس قانون اساسی ندارید. البته این رسوایی تنها موردی نیست که مسئولیت مستقیم آن به شما برمی گردد. فقدان رسیدگی دقیق به ماجرای قتل‌های زنجیره‌ای، تقلب در انتخابات و سرکوب خونین معترضین۸۸، سرکوب معترضین ۹۶ و نهایتاً مردم به ستوه آمده در ماجرای افزایش قیمت بنزین در آبان ۹۸ و اگر آنطور که می‌گویند در جریان این فاجعه نبودید و پیگیر کشف حقیقت هم نشدید پس بفرمایید چه فرمانده کل قوایی هستید که آنان اینچنین شما و کشور را به بازی می‌گیرند؟ در این حالت هم مشخص است که فاقد شرط تدبیر، شجاعت، مدیریت و قدرت کافی برای رهبری هستید.»

### میرحسین موسوی
«آدمکشان سال ۵۷ نمایندگان یک رژیم غیر دینی بودند، و مأموران و تیراندازان آبان ۹۸ نمایندگان یک حکومت دینی. آنجا فرمانده کل قوا شاه بود و امروز اینجا ولی فقیه با اختیارات مطلقه.»

بیانهٔ میرحسین موسوی در اعتراض به حوادث بعد از گرانی بنزین در آبان ۹۸.
میرحسین موسوی، پنجمین و آخرین نخست‌وزیر جمهوری اسلامی ایران است که پس از همه‌پرسی بازنگری قانون اساسی (۱۳۶۸) و حذف پست نخست‌وزیری، از فعالیت‌های اجرایی کناره گرفت. او در دورهٔ اول ریاست جمهوری سید علی خامنه‌ای، به‌مدت ۴ سال نخست‌وزیر بود. این درحالی بود که علی خامنه‌ای در آغاز دورهٔ دوم ریاست جمهوری‌اش، با انتخاب وی به عنوان نخست‌وزیر مخالفت می‌کرد اما با حکم خمینی، نخست‌وزیریِ موسوی برای چهارسال دیگر تمدید شد.
در دوران رهبری سید علی خامنه‌ای، در دهمین دورهٔ انتخابات ریاست جمهوری (۱۳۸۸) به همراه مهدی کروبی، محسن رضایی و محمود احمدی‌نژاد، نامزد شد و پس از اعلام نتایج همراه با دیگر معترضان، نتیجهٔ انتخابات را ناشی از تقلب گسترده دانست.
به فاصلهٔ کمتر از ۱۸ ماه پس از انتخابات، در ۲۵ بهمن ۱۳۸۹ وی به همراه همسرش در اقدامی «غیرقانونی» در حصر خانگی قرار گرفت که تاکنون ادامه دارد. موسوی از آن زمان با انتشار چندین نامه و بیانه، از رهبر جمهوری اسلامی و نهادهای تحت امر وی انتقادات شدیدی کرده‌است.

### علی مطهری
علی مطهری نمایندهٔ سه دورهٔ مجلس شورای اسلامی و فرزند سوم مرتضی مطهری، از نظریه پردازان نظام جمهوری اسلامی ایران است. نقدهای فراوان او به عملکرد رهبری و نهادهای تحت امر او، باعث توجه ویژه رسانه‌های داخلی و خارجی به وی شده‌است. انتقادهای او از رهبر و نهادهای تحت امرش، بروز حوادث گوناگونی را برایش رقم زد. از فیلترینگ وب‌سایت شخصی تا استراق سمع از دفتر کارش، از حمله گروهی از لباس شخصی‌ها در شیراز تا رد صلاحیتش در انتخابات دورهٔ یازدهم مجلس توسط شورای نگهبان؛ به نظر خودش، همگی، نتیجهٔ انتقادهایش از رهبری و دستگاه‌های زیر نظرش بود.
مطهری در رابطه با حصر «غیرقانونی» رهبران معترض به انتخابات ۱۳۸۸ بارها از «مجموعهٔ نظام» و شخص رهبر انتقاد کرده‌است.
علی مطهری در دی ۱۳۹۲، در جمع دانشجویان دانشگاه علوم پزشکی شیراز گفت:
برخی از ولایت فقیه برداشت اشتباه دارند و گمان می‌کنند کسی نباید فکر خلاف رهبری داشته باشد در حالی که شخص مقام معظم رهبری گفتند مرز التزام به ولایت فقیه احکام حکومتی است.
رای مخالف ولی فقیه نشان از شکستن نظر رهبری نیست.
همانگونه که در استیضاح وزیر کار، رهبری مخالف این داستان بود اما من به دلیل خلاف‌های متعدد مرتضوی استیضاح را تا آخر پیگیری کردم.
وی همچنین در آذر ۱۳۹۳ در همایش تبیین حماسه حسینی که توسط انجمن اسلامی دانشگاه فردوسی مشهد در دانشکده ریاضی این دانشگاه برگزار شد صراحتاً اعلام کرد که نظر رهبری در مورد حصر خلاف عدالت است و اظهار داشت: رهبری از نظر خودشان می‌گویند که در مورد حصر موسوی و کروبی، عدالت را رعایت کرده و به آن‌ها لطف می‌کنند ولی از نظر من این مخالف عدالت است و نظر ایشان را قبول ندارم.

### حسین‌علی منتظری
«آیا می‌دانید که جنایاتی در زندان‌های جمهوری اسلامی به نام اسلام در حال وقوعند که شبیه آن در رژیم منحوس شاه هرگز دیده نشد؟ آیا می‌دانید که تعداد زیادی از زندانی‌ها تحت شکنجه توسط بازجویانشان کشته شده‌اند؟ آیا می‌دانید که در زندان (شهر) مشهد، حدود ۲۵ دختر بخاطر آنچه بر آن‌ها رفته بود. مجبور به درآوردن تخمدان یا رحم شدند؟ آیا می‌دانید که در برخی زندان‌های جمهوری اسلامی دختران جوان به زور مورد تجاوز قرار می‌گیرند».

نامه منتظری به خمینی پس از اطلاع از اعدام دسته‌جمعی زندانیان عقیدتی-سیاسی ایران در تابستان ۱۳۶۷.
حسینعلی منتظری (۱۳۰۱–۱۳۸۸) از مراجع تقلید شیعه بود. او پس از انقلاب ۵۷ به ریاست مجلس خبرگان قانون اساسی رسید و در گنجانده شدن اصل ولایت فقیه در قانون اساسی جمهوری اسلامی ایران نقش مهمی داشت. منتظری در سال ۱۳۶۴ از سوی مجلس خبرگان رهبری به قائم‌مقامی ولی فقیه انتخاب شد اما پس اختلاف با خمینی بر سر مسایل حقوق بشری به‌ویژه کشتار زندانیان سیاسی در شهریور ۱۳۶۷، از مقام خود استعفا کرد. به دنبال آن، هواداران خمینی به خانهٔ وی حمله کردند، نام و عکس منتظری از کتب درسی و ادارات دولتی و معابر عمومی حذف شد، نام خیابان‌ها و اماکنی که به نام وی بود، عوض شد و رساله و تألیفات او جمع‌آوری شد؛ و مزاحمت نسبت به بسیاری از شاگردان و علاقه‌مندان او ادامه یافت. پس از مرگ خمینی به انتقاد از سیاست‌های حکومت ادامه داد و پس از انتقادی شدید از سید علی خامنه‌ای شش سال را در حبس خانگی به‌سر برد.

### موسوی خوئینی
محمد موسوی خوئینی در ۷ تیر ۹۹ به سید علی خامنه‌ای نامه‌ای نوشت که در آن با اشاره به اوضاع اقتصادی و غیرقابل دوام و وخامت مشکلات مردم، عمق بی‌اعتقادی و بی‌اعتمادی مردم را نشات گرفته از مدیریت در بالاترین سطح جمهوری اسلامی دانست.

### بیانیهٔ ۱۴ فعال سیاسی
در آستانه ۲۲ خرداد ماه سال ۱۳۹۸ هجری شمسی، همزمان با سالگرد انتخابات مناقشه برانگیز ۱۳۸۸ ایران، نامه‌ای توسط ۱۴ تن از فعالان مدنی و کنشگران سیاسی داخل ایران با هدف طرح یک سری خواسته‌های سیاسی و مدنی منتشر شد. این نامه بعدها به «بیانیه ۱۴ فعال سیاسی» و «بیانیهٔ ۱۴» معروف شد. امضاکنندگان این بیانیه با طرح مشکلات اقتصادی، مدنی و سیاسی داخل ایران ضمن انتقاد از وضعیت جاری کشور در زمینه‌های سیاسی، اجتماعی و اقتصادی خواستار اعمال اصلاحات در قانون اساسی کشور، کناره‌گیری سید علی خامنه‌ای رهبر جمهوری اسلامی از قدرت و گذار از نظام جمهوری اسلامی شدند. امضاکنندگان این سند دلایل خود برای طرح چنین مطالبه‌ای را «نقص گسترده حقوق مدنی، به‌خصوص زنان»، «ناتوانی در رهبری و اداره درست کشور» و «استبداد نظام حاکم، عدم استقلال قوا و عدم امکان برگزاری انتخابات آزاد» عنوان کردند. بیانیه مذکور «مردم ایران» را مخاطب خود قرار می‌دهد. کمال جعفری یزدی، محمد نوری‌زاد، گوهر عشقی و محمد ملکی از جمله چهره‌هایی بودند که بیانیه را امضا کردند.
به فاصله چندی پس از انتشار بیانیه فوق، ۱۴ زن ایرانی از چهره‌های کنشگر خارج کشور نیز با امضای بیانیه‌ای حمایت خود را از این ۱۴ تن اعلام داشتند. نام چهره‌هایی چون مسیح علی‌نژاد و نازنین بنیادی در بین این افراد به چشم می‌خورد.
در همین حین ۱۴ نفر از کنشگران زن داخل ایران ضمن انتشار نامه‌ای با اعلام مطالبات مدنی و سیاسی خود و اعلام حمایت از بیانیه ۱۴ تن، اعلام موجودیت نمودند.
پس از انتشار این بیانیه‌ها تعدادی از امضاکنندگان آن احضار یا توسط نهادهای امنیتی بازداشت شدند. عده‌ای از امضاکنندگان نیز گزارش کردند که توسط افرادی ناشناس مورد تهدید، ضرب شتم و ارعاب قرار گرفتند.
تعدادی از احزاب سیاسی، چهره‌های سرشناس نیز در واکنش به بازداشت گسترهٔ امضاکنندگان بیانهٔ ۱۴ اقدام به اعلام حمایت از این کنشگران و بیانیهٔ آنها کردند.
از سوی دیگر طیف وسیعی از شهروندان نیز در اعتراض به بازداشت‌های گستردهٔ امضاکنندگان بیانیهٔ ۱۴، اقدام به راه‌اندازی یک پویش در فضای مجازی تحت عنوان «من نفر پانزدهم هستم» کردند و با ارسال ویدیوهایی، خود را نفر پانزدهم بیانیه معرفی کردند. افراد در این ویدیوها با بیان انتقادات خود نسبت به وضعیت مدنی، معیشتی و سیاسی حاکم بر کشور، مخالفتشان با حکومت را ابراز داشتند.
پس از انتشار نامه فوق تعدادی از امضاکنندگان در همان روزهای اول و تعدادی دیگر در ماه‌های آتی توسط نهادهای امنیتی جمهوری اسلامی بازداشت و زندانی شدند. محمد نوری‌زاد ۱۷ تیرماه بابت امضای این نامه به دادسرای اوین احضار شد. کمال جعفری یزدی، از دیگر امضاکنندگان بیانیه، نیز که پیشتر به حکم ۱۳ سال زندان بدوی محکوم شده بود. در همین ارتباط جمعی از افراد با مسافرت به مشهد و تجمع برابر دادگستری مشهد قصد اعتراض به حکم وی را داشتند که عموماً بازداشت شدند. در میان این بازداشت‌شدگان دست کم ۴ نفر شامل جواد لعل محمدی، هاشم خواستار، محمدحسین سپهری و محمد نوری‌زاد جزو امضاکنندگان بیانیه ۱۴ نفره بودند.
رضا مهرگان از امضاکنندگان بیانیه اولیه نیز خبر داد که از سوی سه فرد ناشناس با شوکر و چاقو مورد حمله و ضرب و شتم قرار گرفته. محمدحسین سپهری از دیگر چهره‌های امضاکننده این بیانیه اظهار کرد فردی با چاقو به منزل وی مراجعه کرده و او نیز اقدام به تماس با نیروی انتظامی کرده اما هیچ مأموری برای بررسی مسئله به منزلش اعزام نشده‌است. در برخی از رسانه‌ها نیز گزارش شد که جواد لعل‌محمدی پس از انتشار این نامه تماس‌هایی تهدیدآمیز دریافت کرده‌است. لعل محمدی در این باره با انتشار بیانیه‌ای خبر از وجود تهدیدات و سوءقصد احتمالی به جان این ۱۴ تن داد. رادیو فردا از گوهر عشقی نیز به عنوان دیگر شخصی که پیام‌های تهدیدآمیز دریافت کرده یاد کرد.
در ۱۳ بهمن ۱۳۹۸ تعدادی از امضاکنندگان بیانیه و حامیانشان به اتهام «تشکیل گروه غیرقانونی و تبلیغ علیه نظام» در مجموع به ۷۲ سال زندان، ۶ سال تبعید و ۶ سال ممنوعیت از هرگونه فعالیت محکوم شدند. این احکام مورد اعتراض محکومان قرار گرفت و درخواست تجدیدنظر کردند. در فروردین ۱۳۹۹ احکام قطعی چهار نفر از امضاکنندگان بیانهٔ ۱۴ منتشر شد. بر اساس حکم دادگاه تجدیدنظر مشهد، هاشم خواستار، محمد نوری، محمد حسین سپهری و فاطمه سپهری جمعاً به بیش از ۴۰ سال حبس تعزیری، ۴ سال تبعید و ۴ سال ممنوعیت خروج از کشور محکوم شدند.

### امجد
محمود امجد، استاد اخلاق حوزه علمیه قم در ۱۶ آذر ۱۳۹۹ ضمن اظهار تاسف از اعدام روح‌الله زم و در واکنش به این جنایت، مسئول تمام جنایت‌ها و کشته‌شدگان از سال ۸۸ را سید علی خامنه‌ای دانسته و به او توصیه کرده تا دست از این استبداد بردارد.

### زیدآبادی
احمد زیدآبادی، روزنامه‌نگار، تحلیل‌گر سیاسی و دکترای علوم سیاسی از دانشکده حقوق دانشگاه تهران است. او در سال ۱۳۷۹ به جرم تبلیغ علیه نظام، تشویش اذهان عمومی و اقدام افسارگسیخته علیه نظام، ۱۳ ماه در زندان به سربرد.
همچنین دو روز پس از انتخابات مناقشه‌برانگیز ریاست‌جمهوری در سال ۱۳۸۸ مجدد دستگیر و این بار دادگاه او را به شش سال زندان، پنج سال تبعید به گناباد و محرومیت مادام‌العمر از هر گونه فعالیت سیاسی و شرکت در احزاب و هواداری و مصاحبه و سخنرانی و تحلیل حوادث، به صورت کتبی یا شفاهی، محکوم کرد.
دلیل این برخورد حکومت با وی، نگارش نامه‌ای سرگشاده، خطاب به رهبر جمهوری اسلامی بود که در این نامه دو پرسش را از وی مطرح کرده بود. یکی اینکه بر اساس کدام علت شرعی، قانونی یا عرفی پرسش از رهبری و نقد گفته‌ها و عملکرد وی ممنوع است؛ و پرسش دوم مربوط به پرونده هسته‌ای ایران بود. وی در این مورد از خامنه‌ای پرسیده بود حکومت ایران با صرف چه هزینه‌ای می‌خواهد به چرخه سوخت هسته‌ای دست پیدا کند. زیدآبادی سپس از خامنه‌ای خواسته بود تصمیم در این مورد را به مردم ایران واگذار کند.

### نوری
در ۱ فروردین ۱۳۹۹ امیر نوری، بازیگر ایرانی، ویدئویی از خود در صفحهٔ اینستاگرامش منتشر کرد که در آن یک قورباغه کاغذی را می‌پراند و می‌گفت «دارم جهش تولید می‌کنم.» سپس به شوخی افزود: «دعا کن همین هم تحریم نشه.»
اشاره وی به نام‌گذاری سالانهٔ خامنه‌ای بود که سال ۱۳۹۹ خورشیدی را سال «جهش تولید» نامیده بود، او برای سال ۱۳۹۸ هم شعار «رونق تولید» را مطرح کرده بود. این شعار درحالی مطرح شد که اقتصاد ایران با رشد منفی و تورم و بیکاری بالا روبرو بود بسیاری از منتقدان با توجه به فشار تحریم‌ها، فساد گسترده و سقوط قیمت نفت چشم‌انداز روشنی از آیندهٔ اقتصادی ایران متصور نیستند.
پس از این اقدام امیر نوری، گزارش‌هایی از بازداشت او منتشر شد که او یا منبع دیگری صراحتاً آنها را تأیید یا تکذیب نکردند. برخی از چهره‌های حزب‌اللهی و ولایی در شبکه‌های اجتماعی، درخواست برخورد قضایی با امیر نوری را کردند و برخی هشتگی را با نام «نواب صفوی زنده است» را منتشر کردند؛ که تلویحاً تهدید به قتل این بازیگر بود.

### نقدهای دیگر
- نقد حسینعلی منتظری در خصوص انتخاب سید علی خامنه‌ای به رهبری[۲۳۷]
- نقد مشفقانه رهبری توسط مصطفی تاج‌زاده[۲۳۸][۲۳۹]
- نامه‌های سرگشاده محمد نوری زاد به علی خامنه‌ای[۲۴۰] (سه نامه اول نوری زاد به همراه یکی از یادداشت‌های او دربارهٔ صادق لاریجانی، رئیس وقت قوه قضائیه، باعث شد او را بازداشت کنند و در دادگاه بدوی به اتهام تبلیغ علیه نظام، توهین به رهبر، رئیس قوه قضائیه، رئیس‌جمهور و امام جمعه مشهد به سه سال و نیم زندان و پنجاه ضربه شلاق محکوم کنند)
- نامهٔ عبدالکریم سروش به رهبری[۲۴۱][۲۴۲]
- نقد محسن کدیور از رهبری[۲۴۳]
- آقای علی مطهری نماینده مجلس شورای اسلامی دراین مورد گفتند «التزام به ولایت فقیه به این معنی نیست که همه نظرات ما مطابق نظرات رهبری باشد بلکه باید در عمل التزام داشته باشیم.»
- خود خامنه‌ای گفته: «مرز التزام به ولایت فقیه حکم حکومتی است». طبیعی است که نظر من همان است که قبلاً از بیانات رهبری داشتم.[۲۴۴][۲۴۵][۲۴۶]
- نقد واگذاری‌ها به نهادهای زیر نظر رهبری یا شبه دولتی توسط عضو کمیسیون ویژه اصل ۴۴ قانون اساسی[۲۴۷]
- نظرات ناصر نقویان[۲۴۸][۲۴۹]
- نظرات علیرضا پناهیان سخنرانی پناهیان در مورد نقد عملکرد رهبری[۲۵۰]
- چگونگی نظارت بر رهبری در گفتگو با محمد یزدی[۲۵۱]
- نقد فخرالسادات محتشمی‌پور دربارهٔ رهبری[۲۵۲]
- می‌توان از ولی فقیه انتقاد کرد و عملکرد او را زیر سؤال برد و به رعایت عدالت و انصاف هشدارش داد[۲۵۳]
- نامهٔ ۱۵۴ مقام عالی‌رتبهٔ پیشین جمهوری اسلامی شامل وزرا، سفرا، استانداران، معاونان وزرا و نمایندگان مجلس به رهبری برای «خاتمه‌دادن به حصر خانگی میرحسین موسوی و مهدی کروبی و تبدیل آن به قرنطینه اختیاری»[۲۵۴]
- حمیدرضا فروزان‌فر، نوه فاطمه‌سطان حسینی خامنه (یکی از خواهران ناتنی سید علی خامنه‌ای) دربارهٔ علی خامنه‌ای می‌گوید: «خاطراتی که از اطرافیانم شنیده‌ام نقل می‌کنم: خامنه‌ای در دوران کودکی و نوجوانی همیشه نفر دوم بوده‌است. پسری بوده که همیشه مورد عتاب قرار می‌گرفته‌است. شخصیتی آب‌زیرکاه، مرموز، بدجنس و کینه‌ای بوده‌است. بسیار انتقام‌جوست. … وی در محافل خصوصی بسیار آدم لمپن‌مآب، کلفت‌گو و حتی گاهی اوقات در جمع‌های خیلی خصوصی و دوست‌های خیلی صمیمی، خارج از فرم و قاعده عادی محاوره‌ای، صحبت می‌کند. باز هم با واسطه نقل می‌کنم، وقتی برادرشان برایشان پیپ، چاق می‌کنند، در آن محفلی که فقط چهار-پنج نفر، حق حضور دارند، حتی شوخی جنسی هم انجام می‌شود».[۲۵۵]

## نقدهای شخصیت‌های خارجی
- برایان هوک (نمایندهٔ ویژهٔ ایالات متحده آمریکا در امور ایران): «گزارش رویترز در مورد این قتل‌عام که به دستور خامنه‌ای انجام شد، بر ضرورت مجازات خاطیان و منزوی کردن رژیم به خاطر کشتن ۱۵۰۰ شهروند ایرانی، تأکید دارد»[۲۵۶]

وی همچنین گفت:
«خامنه‌ای مردم ایران را اوباش خوانده‌است؛ خامنه‌ای در واقع رژیم خود را توصیف کرده‌است، نه آن ایرانیان شجاعی را که، صدای‌شان در اعتراض به عملکرد او بلند شده‌است».
- مایک پومپئو: «کوروش بزرگ، ۲۵۰۰ سال پیش، از یهودیان در برابر آزار و اذیت دفاع کرد؛ [ولی] اکنون خامنه‌ای یک بار دیگر، به طرز شرم‌آوری در حساب سانسور نشدهٔ خود در توئیتر، هولوکاست را رد می‌کند. اقلیت‌های مذهبی را به زندان می‌اندازد، منتقدان و مخالفان را اعدام می‌کند و یک «ظلمت دیجیتال» بر ایران، حاکم کرده‌است».[۲۵۸]

او همچنین در خطاب به خامنه‌ای گفت: 
«تو شخصاً صدها میلیون دلار از پول مردم ایران را دزدیده‌ای. انتخابات شما جوک است و صدها نفر حتی برای شرکت در آن رد صلاحیت می‌شوند…. امروز مردم ایران، گرسنگی می‌کشند؛ چون تو میلیاردها دلار صرف جنگ‌های نیابتی برای حفظ حکومت دزدسالارت می‌کنی».؛ «با تأسف برای مردم ایران، حکومت آن‌ها مملو از ریاکاران فاسد است؛ یکی از آن‌ها آیت‌الله خامنه‌ای است که یک صندوق سرمایهٔ معاف از مالیات با میلیاردها دلار ثروت دارد…. او که مرد مقدسی خوانده می‌شود، املاک اقلیت‌های دینی را می‌بلعد و بعد، پول نقد را به سپاه پاسداران منتقل می‌کند».
- مورگان اورتگاس، سخنگوی وزارت خارجه آمریکا در واکنش به اظهارات رهبر جمهوری اسلامی در مورد «تولید ویروس کرونا» توسط ایالات متحده [که در اصل، از کشور چین به جهان، سرایت کرد]، علی خامنه‌ای را متهم به ارائه «تئوری توطئه» کرده و می‌گوید این سخنان مضر، عاری از حس مسئولیت و صد در صد غلط است.[۲۶۱]

وی همچنین گفت: «اگر این به اصطلاح، رهبر معظم، رهبری واقعی بود، میلیاردها دلار موجود در صندوق مالی بدون مالیات خود را برای مقابله با شیوع این ویروس، به مردم ایران بازمی‌گرداند».
- دونالد ترامپ در پاسخ انتقادی به خامنه‌ای نوشت: «مردم نجیب ایران، که آمریکا را دوست دارند، سزاوار دولتی هستند که بیش از تمرکز بر کشتن آن‌ها به جرم احترام‌خواهی، به آن‌ها کمک کند تا به رؤیاهایشان دست یابند. رهبران ایران به جای آنکه ایران را به سمت ویرانی بکشانند، باید هراس‌افکنی را کنار بنهند و ایران را دوباره باعظمت کنند».[۲۶۳]

### طرح نابودی اسرائیل و انکار هولوکاست
- در وبسایت رسمی علی خامنه‌ای، به مناسبت «روز قدس»، پوستری منتشر شد که در آن، عبارت «راه حل نهایی (final solution)» به کار رفته بود که در ادبیات آلمان نازی، به کشتار یهودیان، اشاره می‌کند که همین مسئله، باعث شد که بنیامین نتانیاهو، نخست‌وزیر اسرائیل در اعتراض به وی بگوید: «او [خامنه‌ای] باید بداند که هر حکومتی که اسرائیل را تهدید به نابودی کند، خودش را در خطر نابودی خواهد یافت».[۲۶۴]
- مجلس سنای ایالات متحده آمریکا در اعتراض به مدیر عامل توئیتر، خواهان حذف توئیت علی خامنه‌ای شده بودند که در آن، به انکار هولوکاست و حذف اسرائیل پرداخته بود.[۲۶۵]
- مایک پومپئو (ویزر امور خارجه دولت دونالد ترامپ): «هر انسانی که از انصاف و اصول، اندکی بهره برده باشد، فکر انکار کشتار ۶ میلیون یهودی و ۱۱ میلیون مردم بی‌گناه در جریان هولوکاست را منزجرکننده می‌بیند؛ اما این برای خامنه‌ای، یک امر معمول است».[۲۶۶][۲۶۷]

همچنین در جایی دیگر گفت: 
«ایالات متحده، اظهارات منزجرکننده و یهودی‌ستیزانهٔ خامنه‌ای را محکوم می‌کند؛ این اظهارات، جایی در توییتر یا سایر شبکه‌های اجتماعی ندارد. ما می‌دانیم که ادبیات سخیف (لفاظی‌های خبیثانه) خامنه‌ای، بازتاب سنت رواداری مردم ایران نیست».

## نقد مقام رهبری از دیدگاه رهبران جمهوری اسلامی

### دیدگاه خمینی
- «نقدپذیری به عنوان خوی و خصلتی انسانی و اسلامی، نقش مهمی در فرونشاندن آسیب‌ها و آفت‌های فردی و اجتماعی دارد، رواج فرهنگ نقدپذیری در اجتماع، کمک فراوانی به پایان دادن کشمکش‌ها و درگیری‌ها می‌کند. به همان اندازه که نقد و نقادی مایه کمال و رشد رفتارها و عملکردهاست، نقدپذیری نیز زمینه‌ساز بسیاری از خوشبینی‌ها و امیدواری‌ها نسبت به اصلاح امور است. دست‌اندرکارانی که به پیشباز نقد می‌روند و از آن بیم و ترسی ندارند، از مدیریتی بهتر و کمال یافته‌تر برخوردارند و کم‌تر دچار چالش، دوباره کاری و نابسامانی می‌شوند».[۲۷۰][۲۷۱][۲۷۲]

### دیدگاه خامنه‌ای
سید علی خامنه‌ای در دورهٔ رهبری خود همواره دربارهٔ فواید نقد و نقدپذیری صحبت کرده‌است؛ اما منظور وی از نقدپذیری در بیشتر اوقات، اشخاصی به غیر از خودش یا نهادهای زیرمجموعه‌اش بوده‌اند. در برخی مواقع نیز رهبر جمهوری اسلامی، هیچ دستگاهی را مصون از نقد نمی‌داند و همه را پاسخگو می‌داند اما واقعیت چیز دیگریست. برای نمونه، خامنه‌ای در ۲ فروردین ۱۳۸۳ گفت:
«هیچ دستگاهی نباید خود را از انتقاد و نقد مصون و از عیب خالی بداند؛ همهٔ دستگاه‌های کشور باید مورد نقد منصفانه قرار بگیرند و همه در جهت اهداف نظام و در چهارچوب آن، رفتار خود را اصلاح کنند».
با توجه به صحبت‌های رهبر، اما عملاً بسیاری از نهادهای زیر نظر وی، همانند قوهٔ قضاییه، سپاه پاسداران، ستاد اجرایی فرمان امام و بسیاری از نهادهای دیگر، از نقد شدن و مورد بازخواست و بررسی قرار گرفتن مصون هستند. با گذشت چندین سال، هنوز نقد و بررسی این نهادها خط قرمز است و در صورت رد شدن منتقدان و تحلیل‌گران از این خط قرمز، با برخورد شدید دستگاه‌های قضایی و امنیتی حکومت روبه‌رو می‌شوند یا توسط هواداران رهبر تحت فشار شدید قرار می‌گیرند.
 نکتهٔ دیگر نیز این است که رهبر جمهوری اسلامی با وجود دارا بودن اختیارات وسیع قانونی و استفاده از اختیارات فراقانونی، در پاسخ به اندک نقدهای دانشجویان در دیدارهای دانشجویی، از خود سلب مسئولیت می‌نماید.
برخی از دیدگاه‌های سید علی خامنه‌ای در باب «نقد» و «نقد پذیری» در زیر آمده‌است:
- «شما می‌گویید چرا به رهبری انتقاد نمی‌کنند! اوّلاً که عیبجویی از رهبری مگر چه حُسنی دارد؟ رهبری‌ای که در نظام جمهوری اسلامی اشارهٔ انگشتش باید بتواند در یک لحظهٔ خطرناک و حسّاس، مردم را به جان‌فشانی وادار کند، آیا این مصلحت است که یک نفر به میل خودش بیاید بایستد و بدون حق و بدون موجب، نسبت به او بدگویی کند!؟ آیا این به نظر شما کار خیلی خوبی است!؟ این کار بد است؛ رواج نداشته باشد، بهتر است … این آقایانی که امروز مسؤولان کشور هستند، همهٔ کارهایشان صددرصد مورد تأیید من نیست. خیلی انتقاد دارم؛ به آنها هم تذکّر می‌دهم؛ در جلسات خصوصی، به صورت نامه، مکتوب یا سفارش؛ بنابراین، انتقادهایی در کارشان هست و به آنها هم می‌گوییم؛ اما این‌که صریحاً از مسؤولی انتقاد کنیم، این کار هیچ مصلحت و هیچ درست نیست. بعضی خیال می‌کنند که «مصلحت» در مقابل «حقیقت» است؛ در صورتی که مصلحت هم یک حقیقت است؛ کمااین‌که حقیقت هم مصلحت است. اصلاً حقیقت و مصلحت از هم جدا نیستند. مصالحِ پنداری و شخصی است که بد است. وقتی مصلحت شخصی نیست، وقتی مصلحتِ مردم و مصلحتِ کشور است، این می‌شود یک امر مقدّس، یک امر خوب، یک چیز عزیز؛ چرا ما باید از آن فرار کنیم؟ لذا من این را واقعاً مصلحت نمی‌دانم … نگویید وزارت اطّلاعات غیر از جاسوسی، کار دیگری ندارد. وزارت اطّلاعات مگر غیر از جاسوسی، کار دیگری در داخل مردم دارد؟ کارش همین است؛ شما چرا گله می‌کنید!؟ وزارت اطّلاعات سراغ شما که نمی‌آید؛ سراغ دوست که نمی‌آید؛ می‌گردد اگر دشمنی وجود دارد، پیدایش می‌کند. آیا این بد است!؟ آیا شما از این بدتان می‌آید که اسمش را جاسوسی می‌گذارید!؟ جزو عیبهای وزارت اطّلاعات این شد که خبر می‌آورد و خبر می‌برد!؟ طبیعی است که باید خبر بیاورد و خبر ببرد. اصلاً اگر غیر از این بود، به آن اعتراض و انتقاد می‌کردیم. ایراد ما این است که در این زمینه‌ها وزارت اطّلاعات یک خرده ضعیف عمل می‌کند؛ بایستی یک خرده قویتر عمل کند. این ایراد از آن طرف وارد است. در جامعه، گروه‌هایی هستند، رؤسای پنهانی هستند، اشخاص بسیار خطرناکی هستند که اینها را باید وزارت اطّلاعات بشناسد و به مجازات برساند» (جلسهٔ پرسش و پاسخ مدیران مسئول و سردبیران نشریات دانشجویی؛ ۴ اسفند ۱۳۷۷).[۲۷۳]
- «انتقاد صحیح و دلسوزانه ضرری ندارد؛ اما این انتقاد بایستی به تخریب نینجامد» (در پاسخ به پرسش‌های دانشجویان در دانشگاه صنعتی شریف؛ ۱ آذر ۱۳۷۸).[۲۷۴]
- «ایشان [خامنه‌ای] با گلایه به من گفتند: "برخی هی می‌گویند فرمایشات فرمایشات، این چه حرفی است؟ من دارم دستور می‌دهم، هیچ حرفی نمی‌زنم، مگر آنکه آن موضع و دستور باشد." بنابراین ما نیز در ستاد کل سخنان ایشان را تبدیل به دستور و اجرا می‌کنیم» (حسن فیروزآبادی به نقل از خامنه‌ای).[۲۷۵][۱۴۱][۲۷۶]
- «البته شما مسئولان دولت هم که بخش‌های گوناگون در اختیارتان است، از انتقاد نه بترسید، نه خشمگین و ناامید شوید. این‌طور هم نباشد که اگر روزنامه یا شخصی به بخشی از بخش‌های دولت یا به کاری که دولت پدیدمی‌آورد، انتقاد می‌کند، مسئولان آن بخش یا مسئولان دولتی سراسیمه شوند».[۲۷۷]
- «این ویروس بدبینی، چیز بدی است؛ بدبینی به سپاه، بدبینی به دولت، بدبینی به مجلس، بدبینی به قوهٔ قضاییه، بدبینی به نهادهای انقلابی و بنیادهای انقلابی…؛ انتقاد اشکالی ندارد، بلکه لازم است؛ انتقاد برای اصلاح، لازم است، انتقاد، یک عمل دوستانه است، عمل خصمانه نیست…؛ انتقاد باید انجام بگیرد؛ گاهی اوقات، انتقاد بایستی عمومی هم باشد؛ ما همیشه معتقد نیستیم که انتقاد بایستی درِگوشی باشد؛ نه، گاهی هم باید عمومی باشد؛ امّا اینکه ما به نحوی انتقاد بکنیم که آن شنوندهٔ انتقاد، به تعبیر رایج، بندِ دلش پاره بشود و بگوید «دیگر همه چیز از دست رفت، پدرمان درآمد»، این‌جوری نباید انتقاد بکنیم؛ ما گاهی اوقات، اشتباه می‌کنیم در کیفیت انتقاد کردن و این‌جوری کار می‌کنیم» (در دیدار با اعضای مجلس خبرگان رهبری، ۱۵ شهریور ۱۳۹۷)[۲۷۴]

## خرافه‌پردازی دربارهٔ خمینی و خامنه‌ای

### دربارهٔ خمینی
- در اوایل انقلاب ۱۳۵۷، شایع شده بود که چهره خمینی در ماه، دیده می‌شود.[۲۷۸][۲۷۹][۲۸۰] مشاور امنیتی رئیس ساواک در کنفرانس مطبوعاتی در اوایل انقلاب گفت این موضوع در طرحی به نام ماهان که در آن با پرداخت پول به برخی روحانی‌نماها خرافاتی در بین مردم ایجاد شد.[۲۸۱]

### دربارهٔ خامنه‌ای
- سید محمد سعیدی، نماینده ولی فقیه و امام جمعه قم ادعا کرد که علی خامنه‌ای، هنگام تولد، «یا علی» گفت:

«قابله توی اتاق داشت زمینهٔ تولد این فرزند جدید (علی خامنه‌ای) رو فراهم می‌کرد، می‌گفت یه مرتبه، صدای قابله، بلند شد که علی نگهدارت باشه، این تعبیری، گفت ما درو باز کردیم اومدیم تو، گفتیم چی شد؟ گفت که این آقا، یعنی مقام معظم رهبری وقتی می‌خواست از بدن مادر، خارج بشه گفت یا علی! مردم رهبر شما کسی است که با ورودش یا علی گفت و در طول زندگی یا علی گفت و تو حزب‌اللهی باید تا ابد پشت سر این رهبر یا علی بگویی».
البته خود علی خامنه‌ای بعدها این مطلب را تأیید کرد.
- در فیلمی به نام «ظهور بسیار نزدیک است»، علی خامنه‌ای، سید خراسانی نشان شده‌است. بر باور شیعیان و با حدیثی از پیشوای پنجم شیعیان نقل شده که «سیدی» اهل خراسان، نبردی را آغاز می‌کند، که زمینهٔ فرمانبرداری از آخرین پیشوای شیعیان را فراهم می‌کند.[۲۸۵][۲۸۶]

## توضیحات
1. ↑  اصل ۱۱۳:

پس از مقام رهبری، رئیس‌جمهور، عالی‌ترین مقام رسمی کشور است و مسئولیت اجرای قانون اساسی و ریاست قوه مجریه را، جز در اموری که مستقیماً به رهبری مربوط می‌شود، بر عهده دارد.
2. ↑  طبق اصل ۵۹ قانون اساسی مصوب سال ۱۳۵۸ که در بازنگری نیز بدون تغییر باقی مانده‌است، در خواست مراجعه به آراء عمومی (همه‌پرسی) باید به تصویب دو سوم مجموع نمایندگان مجلس برسد. اما این همه‌پرسی به دستور خمینی صورت پذیرفته بود. با تصویب هیئت بازنگری، در اصل ۱۷۷ که مربوط به فرایند بازنگری در قانون اساسی است، این عبارت گنجانده می‌شود که رعایت ذیل اصل پنجاه و نهم در مورد همه‌پرسی بازنگری در قانون اساسی لازم نیست. اما از آنجا که مبنای عمل تا قبل از تصویب تغییر در قانون اساسی، قانون اساسی مصوب سال ۵۸ است، همه‌پرسی بازنگری قانون اساسی بدون رعایت اصل پنجاه و نهم قانون اساسی برگزار شده‌است.
3. ↑  منظور از نظارت استصوابی این است که اعمال حقوقی زیر نظر مستقیم و با تصویب و صلاح دیدِ شورای نگهبان انجام می‌شود.
4. ↑  اصل ۳۷ قانون اساسی جمهوری اسلامی ایران: اصل، برائت است و هیچ‌کس از نظر قانون مجرم شناخته نمی‌شود، مگر این که جرم او در دادگاه صالح ثابت گردد.
5. ↑  مترادف:پرهیزشده، حذرشده، مانع، گرفتاری، مشکل
برابر فارسی: تنگنا
6. ↑  غافلگیری از آن جهت که خامنه‌ای و هوادارانش، تمام قد از رقیب خاتمی دفاع می‌کردند و پیش‌بینی‌هایشان رای نیاورد خاتمی بود.
7. ↑  به‌عنوان نمونه، برخی از پرسش‌های مطرح‌شده در جلسه دانشگاه بهشتی، از این قرارند:
  1. از شما رهبرم خواهش می‌کنم در مورد وظیفه ما دانشجویان صحبت کنید و بفرمایید آینده کشورمان چگونه خواهد بود؟
  2. به ما بگویید در این اوضاع آشفته، وظیفه یک دانشجوی آگاه و آماده در مقابل جریان‌های سیاسی مختلف چیست؟
  3. به نظر جناب‌عالی، راه‌حل عملی و کارگشا دربارهٔ «تهاجم فرهنگی» چیست؟
  4. لطف کنید برای تقویت اراده ما جوانان، قدری نصیحتمان کنید.
  5. ما دانشجویان بنا به گفته امام حسین، نماز را دوست داریم، ولی متأسفانه در دانشگاه علوم پزشکی نمازخانه نداریم.
  6. ما قصد داریم با شما دیدار خصوصی کنیم؛ خواهشمندیم در این مورد اقدام بفرمایید.
  7. توصیه جناب‌عالی به مجلس دربارهٔ شانه خالی کردن از وظایف اصلی و رسیدگی به مسئله فقر، بیکاری، تبعیض و فساد چیست؟
  8. خواهشمندم تذکر دهید به وضعیت حجاب دختران و روابط میان دختران و پسران رسیدگی شود.
8. ↑  پنج بار تأکید خامنه‌ای برنداشتن تخصص در زمینهٔ مسائل اقتصادی توسط برخی منتقدان به سلب مسئولیت وی از گرانی بنزین و حوادث پس از آن تعبیر شد.
9. ↑  در مادهٔ ۱ این قانون که در اصل قانونی برای برخورد با اراذل و اوباش است آمده‌است: «اقدامات تأمینی عبارتند از تدابیری که دادگاه برای جلوگیری از تکرار جرم (جنحه یا جنایت) دربارهٔ مجرمان خطرناک اتخاذ می‌کند. مجرمان خطرناک کسانی هستند که سوابق و خصوصیات روحی و اخلاقی آنان و کیفیت ارتکاب و جرم ارتکابی آنان را در رمضان ارتکاب جرم در آینده‌قرار دهد از این که قانوناً مسئول باشند یا غیرمسئول. صدور حکم اقدام تأمینی از طرف دادگاه وقتی جایز است که کسی مرتکب جرم گردیده باشد. در مادهٔ ۱۳ این قانون آمده‌است: «برای حفظ امنیت، باید وسایل و آلات در دست مجرمان و مجانین خطرناک قبل از وقوع حادثه جمع شود».
10. ↑  اصل ۳۷ قانون اساسی جمهوری اسلامی ایران: اصل، برائت است و هیچ‌کس از نظر قانون مجرم شناخته نمی‌شود، مگر این که جرم او در دادگاه صالح ثابت گردد.
اصل ۳۴ قانون اساسی: دادخواهی حق مسلم هر فرد است و هر کس می‌تواند به منظور دادخواهی به دادگاه‌های صالح رجوع نماید. همه افراد ملت حق دارند این گونه دادگاه‌ها را در دسترس داشته باشند و هیچ‌کس را نمی‌توان از دادگاهی که به موجب قانون حق مراجعه به آن را دارد منع کرد.
اصل ۳۲ قانون اساسی: هیچ‌کس را نمی‌توان دستگیر کرد مگر به حکم و ترتیبی که قانون معین می‌کند. در صورت بازداشت، موضوع اتهام باید با ذکر دلایل بلافاصله کتباً به متهم ابلاغ و تفهیم شود و حداکثر ظرف مدت بیست و چهار ساعت پرونده مقدماتی به مراجع صالحه قضایی ارسال و مقدمات محاکمه، در اسرع وقت فراهم گردد. مختلف از این اصل طبق قانون مجازات می‌شود.
اصل ۳ قانون اساسی، بند ۱۴: تأمین حقوق همه‌جانبه افراد از زن و مرد و ایجاد امنیت قضایی عادلانه برای همه و تساوی عموم در برابر قانون.